# Ville (États-Unis)
Pour les articles homonymes, voir Ville (homonymie).

Carte des principales agglomérations américaines.

Les États-Unis sont le troisième pays sur Terre pour la population urbaine, en valeur absolue. Plus de 30 % des Américains vivent dans une métropole de plus de cinq millions d'habitants. Ces agglomérations sont récentes et structurées en réseaux. Leur poids économique est considérable pour le pays. L'immigration, les mutations sociales et la mondialisation les ont façonnées.

## Définitions
Les critères pour définir les espaces urbains sont très complexes : tout d'abord, depuis 1900, une ville compte plus de 2 500 habitants agglomérés. Ensuite, les zones urbaines de référence ont changé plusieurs fois de nom au XXe siècle. Pour faire simple, le territoire américain se compose aujourd'hui d'aires métropolitaines (MSA et CMSA) et d'aires non métropolitaines (nonmetropolitan areas en anglais).
District métropolitain : expression apparue dans la première moitié du XXe siècle pour désigner une ville de plus de 20 000 habitants.
MSA = Metropolitan Statistical Area (aire urbaine statistique de référence) : expression apparue dans les années 1950 pour désigner un groupe de comtés autour d'une ville de plus de 50 000 habitants. Elles peuvent comprendre un ou plusieurs noyaux urbains (appelés places) et des banlieues. Elles sont classées en cinq niveaux selon leur importance démographique.
la PMSA est le niveau inférieur de la MSA
CMSA = Consolidated Metropolitan Statistical Area regroupe plusieurs MSA : exemple : San Francisco-San José-Oakland ou encore Los Angeles-Riverside-Orange County qui rassemble 14,5 millions de personnes.
Selon la taille et la nature de l'entité, on distingue également : 
- city, la grande ville
- town, une petite ou moyenne ville. Le mot town est aussi utilisé pour désigner les villes-fantômes (Ghost Towns), les new towns des années 1960 et les quartiers centraux des grandes villes (Downtown).
- village diffère de statut suivant les États mais désigne généralement une municipalité. Dans l'État de New York par exemple, village est employé pour des hameaux et des regroupements ruraux.
- présents dans certains États, les boroughs (à ne pas confondre avec les cinq boroughs (arrondissements) qui composent la ville de New York) et les townships sont des entités politiques locales qui englobent généralement plusieurs communes au sein d'un comté.

## Histoire urbaine des États-Unis

### Période coloniale
À l'époque coloniale, les centres urbains sont rares et peu peuplés. Les villes coloniales sont dépendantes de la métropole sur les plans politique, administratif et économique. Elles sont baptisées en l'honneur de personnages européens (Jamestown par exemple) ou de villes du vieux continent (La Nouvelle-Amsterdam pour la future New York).

#### Villes anglaises de la côte orientale
Sur la côte est, les treize colonies britanniques d'Amérique du Nord se développent en gardant des liens avec l'Angleterre. Les villes sont d'abord des ports maritimes bien abrités (Boston, New York) ou des ports fluviaux. Si la croissance démographique, alimentée par l'immigration, nourrit la croissance urbaine, 80 % des Américains sont des ruraux en 1860. Elles sont fondées par des compagnies commerciales ou par des individus (William Penn pour Philadelphie, Francis Nicholson pour Williamsburg). Les institutions et la vie économique sont aux mains des élites marchandes ou militaires. Il n'existe aucune noblesse seigneuriale, à la différence de l'Europe. Les villes de la côte est sont construites autour d'un jardin ou d'un hôtel-de-ville. En Nouvelle-Angleterre, un type particulier d'agglomération voit le jour : les towns se distinguent par leur caractère champêtre. Les décisions sont prises par une assemblée des habitants, puis, après la Révolution américaine, par un conseil municipal élu.

#### Villes fondées par les Espagnols
En Nouvelle-Espagne, les colons fondent des bourgs qui se développent aux carrefours des pistes. Ils imposent leur présence par la construction d'un fort (presidio en espagnol) et d'une mission. La physionomie des villes espagnoles suit la loi des Indes de 1573 : le plan en damier s'organise autour d'une place (plaza). Les pueblos sont des villages ayant des fonctions de redistribution de produits agricoles et des centres de commerce.

#### Villes de la Louisiane française
Enfin, en Louisiane française, c'est aussi la fonction d'échanges qui stimule la croissance urbaine. Les autorités françaises aménagent des forts autour desquels grandissent des bourgs. La seule grande ville est alors La Nouvelle-Orléans.

### Industrialisation et urbanisation auXIXesiècle

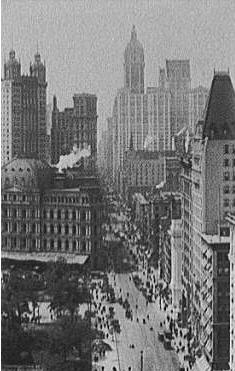
Broadway, New York, 1909.

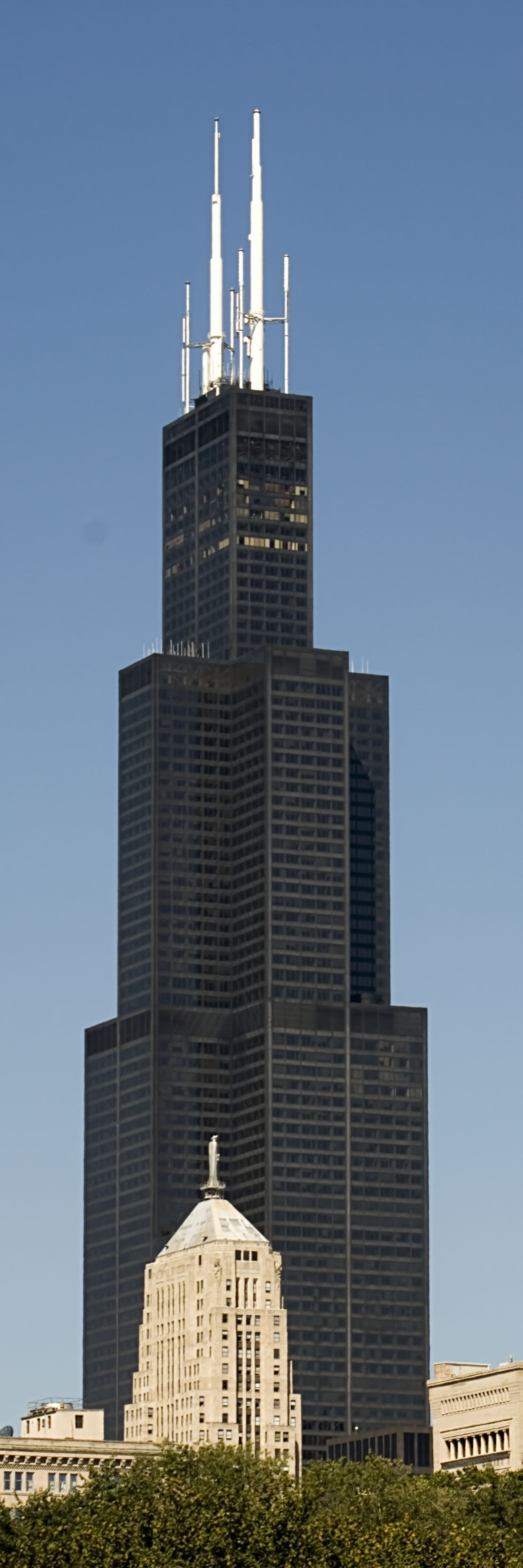
La Willis Tower à Chicago a été le plus haut gratte-ciel du monde entre 1973 et 1998, et du continent américain jusqu'en 2013.

Dès la fin du XVIIIe siècle se met en place le plan orthogonal des centres-villes américains (cf. la Land Ordinance Act de 1785). La constitution des villes par blocs permet de reconstruire un quartier indépendamment de la ville.
La première Révolution industrielle touche les États-Unis dans la première moitié du XIXe siècle : elle entraîne la concentration des activités en ville et dans les zones portuaires. Les usines s'installent sur les cours d'eau de la moitié est. Les premiers grands magasins ouvrent leurs portes dans la deuxième moitié du XIXe siècle. Les infrastructures de transport deviennent un élément déterminant de la croissance urbaine : New York voit sa population augmenter fortement après le percement du canal Érié. Pour Chicago, c'est l'ouverture du canal Illinois-Michigan en 1848 qui permet aux bateaux circulant sur les Grands Lacs de rejoindre le Mississippi. Le chemin de fer annonce la maîtrise du territoire américain et donne naissance à de nouvelles villes, en particulier dans l'Ouest. Beaucoup de municipalités s'endettent pour accueillir le train.
Le deuxième facteur d'extension urbaine est l'immigration : les villes de la côte Est sont les portes du Nouveau Monde. Ces immigrants venus d'Europe s'entassent dans des quartiers bien souvent insalubres, les tenements. Les anciens esclaves noirs du vieux sud, libérés des tâches agricoles par la mécanisation, partent pour les villes du Nord-Est et se rassemblent dans les ghettos. La pénurie de logements se fait sentir et les premiers règlements d'urbanisme sont pris par les municipalités. Ces dernières annexent les communes voisines.
L'urbanisation du pays s'accompagne d'un mouvement de création de municipalités, appelé incorporation. La fondation d'un nouveau pouvoir local est soumise au vote des deux tiers de la population concernée. Elle donne lieu à la rédaction d'une charte. Dans le même temps, certaines municipalités sont absorbées par une commune voisine plus peuplée : les raisons du rattachement sont diverses mais répondent en premier lieu au principe d'économie d'échelle. La municipalité absorbée peut alors mettre en place des infrastructures de transport et de voirie en liaison avec la grande ville proche. Par exemple, New York annexa à la fin XIXe siècle la municipalité de Brooklyn, qui devient alors un arrondissement (borough).

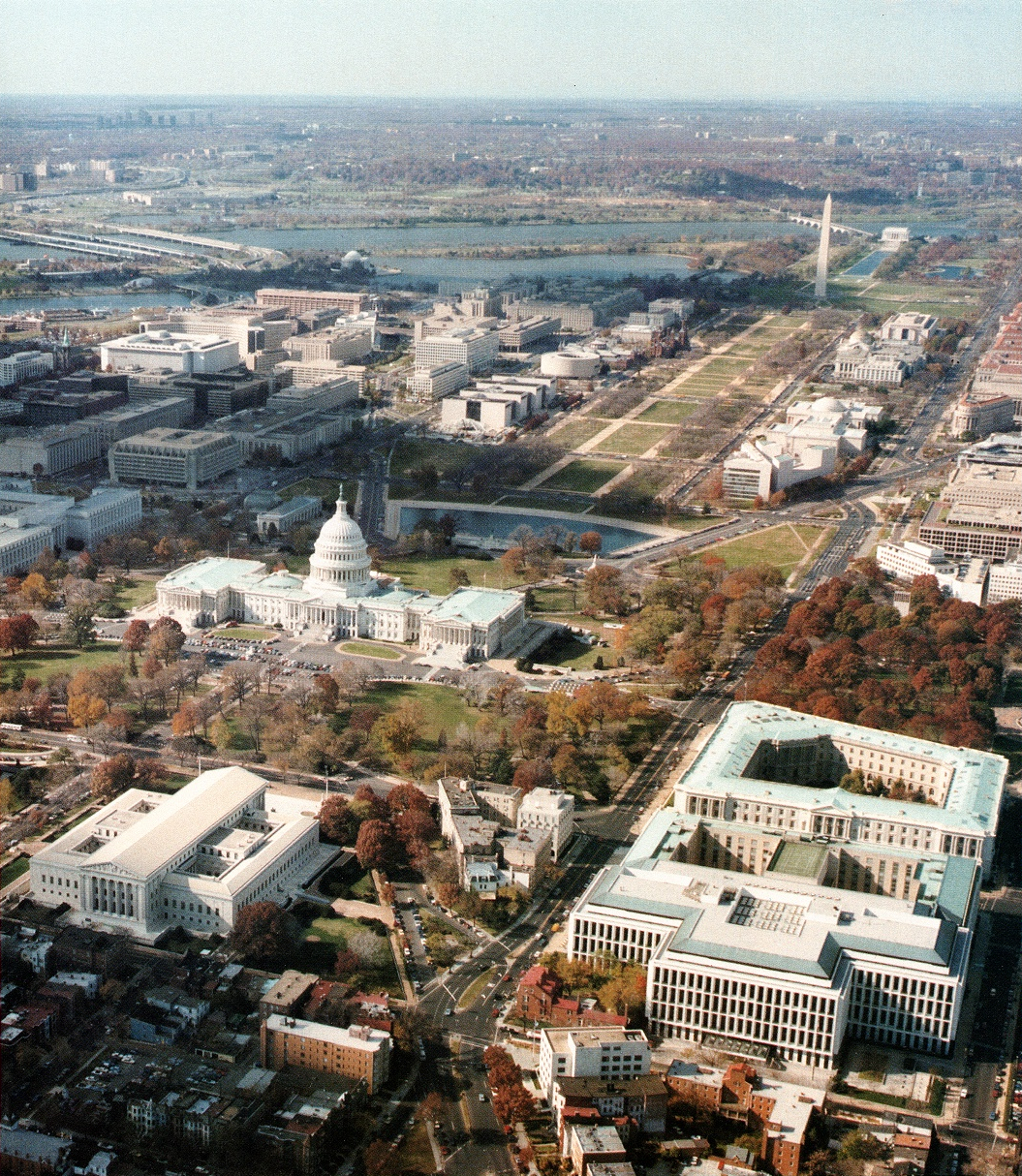
Washington, D.C. vue du ciel.

Le XIXe siècle est aussi marqué par des catastrophes qui détruisent des quartiers entiers : le grand incendie de Chicago (1871) ou les bombardements pendant la guerre de Sécession en sont quelques exemples. En 1906, le tremblement de terre de San Francisco déclenche des feux incontrôlables qui ravagent la cité. La ville américaine est également le lieu d'émeutes et de conflits sociaux.
À la fin du XIXe siècle apparaissent les premiers gratte-ciel dans les centres-villes de New York et de Chicago. Stimulée par l'invention de l'ascenseur et par l'utilisation de l'acier et du béton, cette architecture devait répondre au défi posé par le manque de place et la cherté des terrains. Les buildings devaient également refléter la puissance des entreprises qu'ils représentaient. Cette architecture transforme les centres et s'exporta dans le monde entier. Le plan adopté est en forme de damier, les rues s'élargissent et sont dotées de l'éclairage public. Les paysagistes dessinent de grands parcs tels que le Golden Gate à San Francisco, Central Park à New York ou encore Lincoln Park à Chicago. Les quartiers ont tendance à se spécialiser et les premiers quartiers d'affaires (Central business district) se forment autour des activités tertiaires supérieures. La bourgeoisie, enrichie par les activités industrielles et bancaires, fonde des institutions culturelles. Cette époque est également marquée par le mouvement architectural et urbanistique du City Beautiful. Plusieurs villes voulurent appliquer ce concept, qui s'inscrit dans la tendance des Beaux-Arts, mais Washington, D.C semble le plus abouti d'entre tous. 
En 1900, les citadins américains représentent 39,6 % de la population totale.

### Suburbanisation auXXesiècle

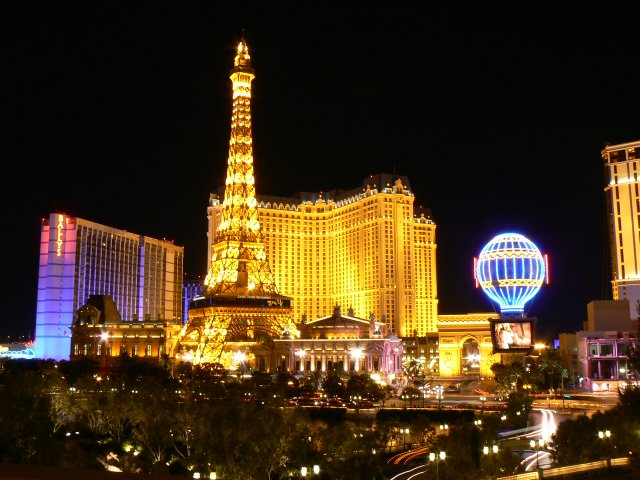
Las Vegas, ville au développement récent.

En 1920, la population urbaine dépasse la population rurale aux États-Unis. La croissance des banlieues n'est pas un phénomène récent aux États-Unis. Entre 1900 et 1940, la part de la population américaine résidant dans les suburbs passe de 8 à 25 %. Aussi, l'invention de l'automobile et sa démocratisation marquent une autre étape dans l'histoire urbaine des États-Unis. Elle conduit, avec le tramway et le chemin de fer, les classes moyennes à s'éloigner du centre-ville. L'individualisme, le déclin industriel et le rejet de la ville considérée comme un lieu de perdition, expliquent aussi la désaffection des centres. Dans certaines villes comme Los Angeles, les transports en commun sont progressivement délaissés. À partir des années 1950, les banlieues continuent à s'étendre grâce au réseau autoroutier : les Anglo-Saxons désignent ce phénomène par l'expression urban sprawl (« étalement urbain »).
Mais la révolution des transports n'est pas la seule raison du développement des périphéries urbaines aux États-Unis. Dans les années 1930 en effet, l'État fédéral encourage le développement d'un habitat résidentiel situé en banlieue. La tertiarisation de l'économie, l'émergence des technopôles et la multiplication des grands centres commerciaux dans les années 1970, accentua le phénomène. L'idéal américain de l'accès à la propriété et au pavillon avec jardin n'y sont pas non plus étrangers. L'image des villes-centres se détériore auprès des classes moyennes américaines. Les quartiers centraux concentrent les populations pauvres et récemment immigrées.
Dès le milieu du XXe siècle, les autorités entreprennent de sauver les centres-villes par une politique de rénovation (redevelopment plans en anglais) : dans la cité industrielle de Pittsburgh, la municipalité exige des efforts de la part des usines en matière de pollution atmosphérique et de revitalisation du centre-ville. À Boston, les anciens entrepôts du Faneuil Market sont transformés en espace commercial et de loisirs. À Philadelphie, le centre historique est réaménagé et une université est créée (University City Center).
Depuis les années 1970, on assiste à la métropolisation de l'économie et des modes de vie. Les edge cities attirent les activités et les emplois : on passe des banlieues-dortoirs aux périphéries dynamiques. La suburbanisation des emplois provoque l'aggravation des déficits budgétaires des villes-centres : en 1975, la municipalité de New York se déclare en faillite car les rentrées d'argent ne sont plus suffisantes. Les quartiers intermédiaires sont partiellement rénovés et une partie des classes moyennes revient habiter près du centre. 
On distingue aujourd'hui quatre grandes régions urbaines : la mégalopole du Nord-Est (BosWash), la côte californienne de San Francisco à San Diego, la région des Grands Lacs et le sud de Dallas à Miami. L'essor urbain touche alors les métropoles de la Sun Belt, dont la population augmente rapidement. La démocratisation des voyages en avion réduit les distances et favorise le développement de nouveaux centres urbains (comme Las Vegas ou Phoenix).
Différents modèles d'urbanisation sont théorisés par l'école de Chicago, tandis que l'histoire de Los Angeles, de New York, de Chicago et de Boston permet une mise en application des schémas.

## Principales agglomérations
| Ville            | État                                              | Population (commune) | Population (agglomération) | Superficie (km²) | Densité (hab./km²) | Photographie |
| ---------------- | ------------------------------------------------- | -------------------- | -------------------------- | ---------------- | ------------------ | ------------ |
| New York         | État de New York                                  | +8 243 200,          | +22 085 649,               | +1 214,          | +10 292,           |              |
| Los Angeles      | Californie                                        | +3 958 125,          | +18 553 686,               | +1 290,          | +03 041,           |              |
| Chicago          | Illinois                                          | +2 722 389,          | +11 679 761,               | +0606,           | +04 867,           |              |
| Houston          | Texas                                             | +2 099 451,          | +05 539 949,               | +1 558,          | +01 471,           |              |
| Washington, D.C. | (capitale fédérale ; ne fait partie d'aucun État) | +0553 523,           | +08 241 912,               | +0177,           | +03 127,           |              |
| San Francisco    | Californie                                        | +0744 041,           | +07 264 887,               | +0600,           | +06 212,           |              |
| Philadelphie     | Pennsylvanie                                      | +1 448 394,          | +06 385 461,               | +0349,           | +04 201,           |              |
| Dallas           | Texas                                             | +1 213 825,          | +06 498 410,               | +0997,           | +01 364,           |              |
| Détroit          | Michigan                                          | +0713 777,           | +06 079 263,               | +0370,           | +02 395,           |              |
| Miami            | Floride                                           | +0433 136,           | +05 945 170,               | +0145,           | +03 923,           |              |
| Phoenix          | Arizona                                           | +1 537 058,          | +04 489 109,               | +1 334,          | +01 084,           |              |
| Boston           | Massachusetts                                     | +0659 135,           | +07 476 689,               | +0232,           | +04 696,           |              |
| Atlanta          | Géorgie                                           | +0470 688,           | +05 993 980,               | +0343,           | +01 221,           |              |

## Typologie des villes américaines
- Villes industrielles : souvent situées dans la Rust Belt. Détroit, Milwaukee ou Cleveland en font partie.
- Villes portuaires (parfois côtières) : New York, Chicago, Long Beach ou Oakland en font partie.
- Villes administratives : les capitales des États fédérés, en particulier celles qui ne sont pas les plus peuplées de l'État. Sacramento ou Tallahassee sont des exemples.
- Villes universitaires : Cambridge dans l'agglomération de Boston est la plus ancienne. Chicago en Illinois, Berkeley, Stanford et Palo Alto profitent de la présence de milliers d'étudiants en Californie. L'orientation scientifique de ces universités induit en parallèle des activités à haut niveau technologique (Silicon Valley, Route 128).
- Villes de jeu : Atlantic City, Las Vegas ou Reno.
- Villes touristiques : Los Angeles, Miami, San Francisco ou La Nouvelle-Orléans.
- Villes pénitentiaires : Huntsville, au Texas, compte 15 000 prisonniers dans sept établissements pénitentiaires différents (en 2008[9]), pour un peu plus de 35 000 habitants (en 2000), et en comptant les prisonniers[10]. Une famille d'Huntsville sur deux a un de ses membres qui travaille pour l'administration pénitentiaire locale, qui gère également 100 000 personnes en liberté conditionnelle et plus de 300 000 en liberté surveillée[9].

## Modèle de la ville américaine

### Plans
Le plan le plus fréquent pour les centres-villes américains est le plan en damier. Cependant, ce plan peut varier en fonction de la configuration du site (Boston), de l'histoire de la ville (Washington D.C.), etc. Le plan en damier n'est ni une nouveauté ni une exception de l'époque moderne : les villes antiques (Alexandrie, Pompéi) ou médiévales (les bastides) appliquaient déjà cette organisation et d'autres cités du continent américain l'ont adopté aux XVIIe et XVIIIe siècles. Le plan orthogonal répond aux exigences de rapidité et de rationalisation de l'espace. Il suit en outre le modèle de la grille imposé par le Land Ordinance Act de 1785 à l'échelle du pays.

Plan de Washington, D.C (1792).
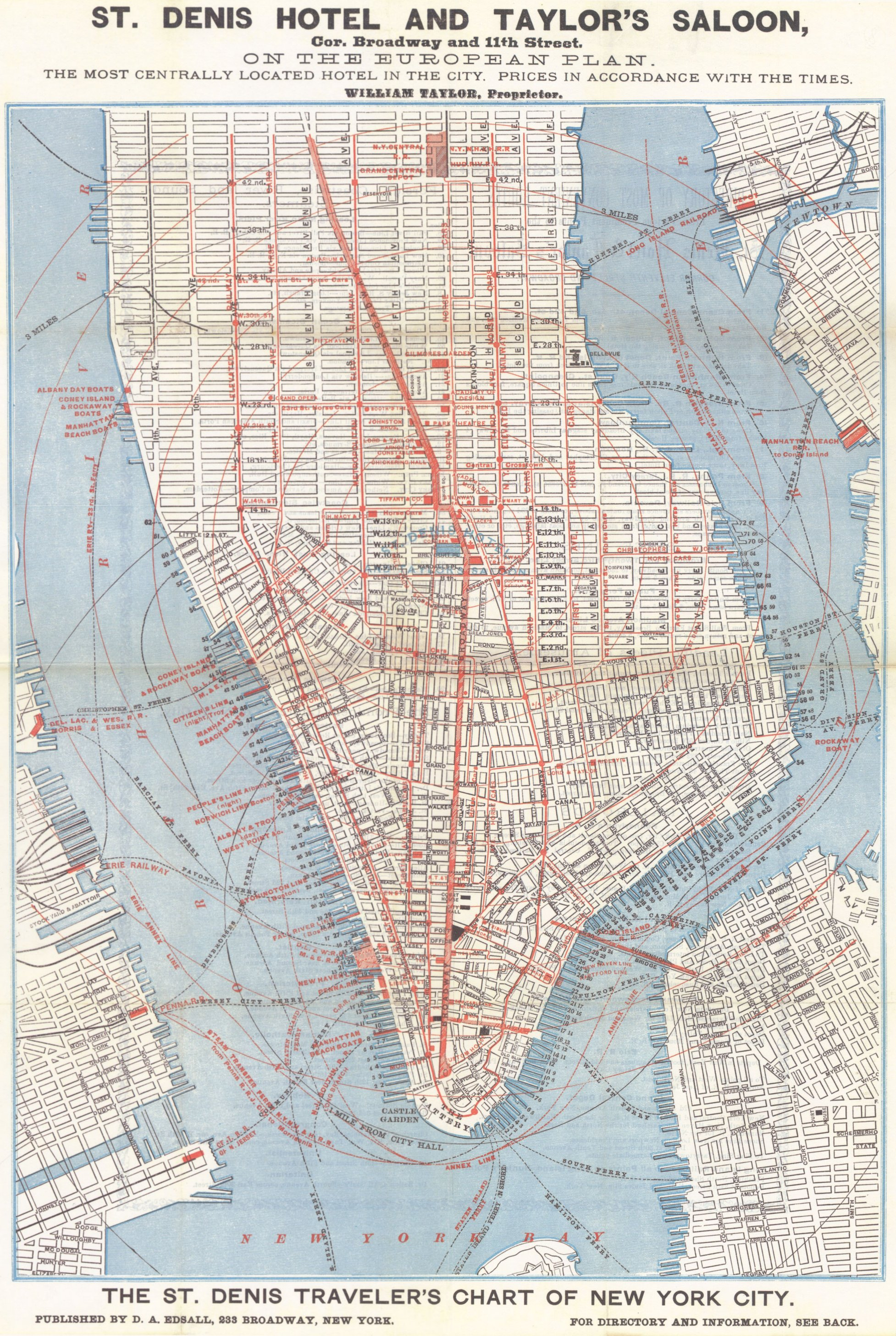
Manhattan (sud, 1879).
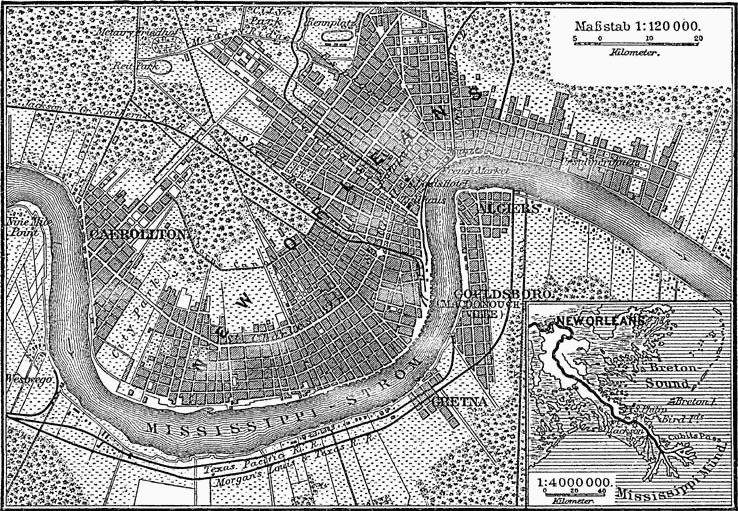
La Nouvelle-Orléans (1888).
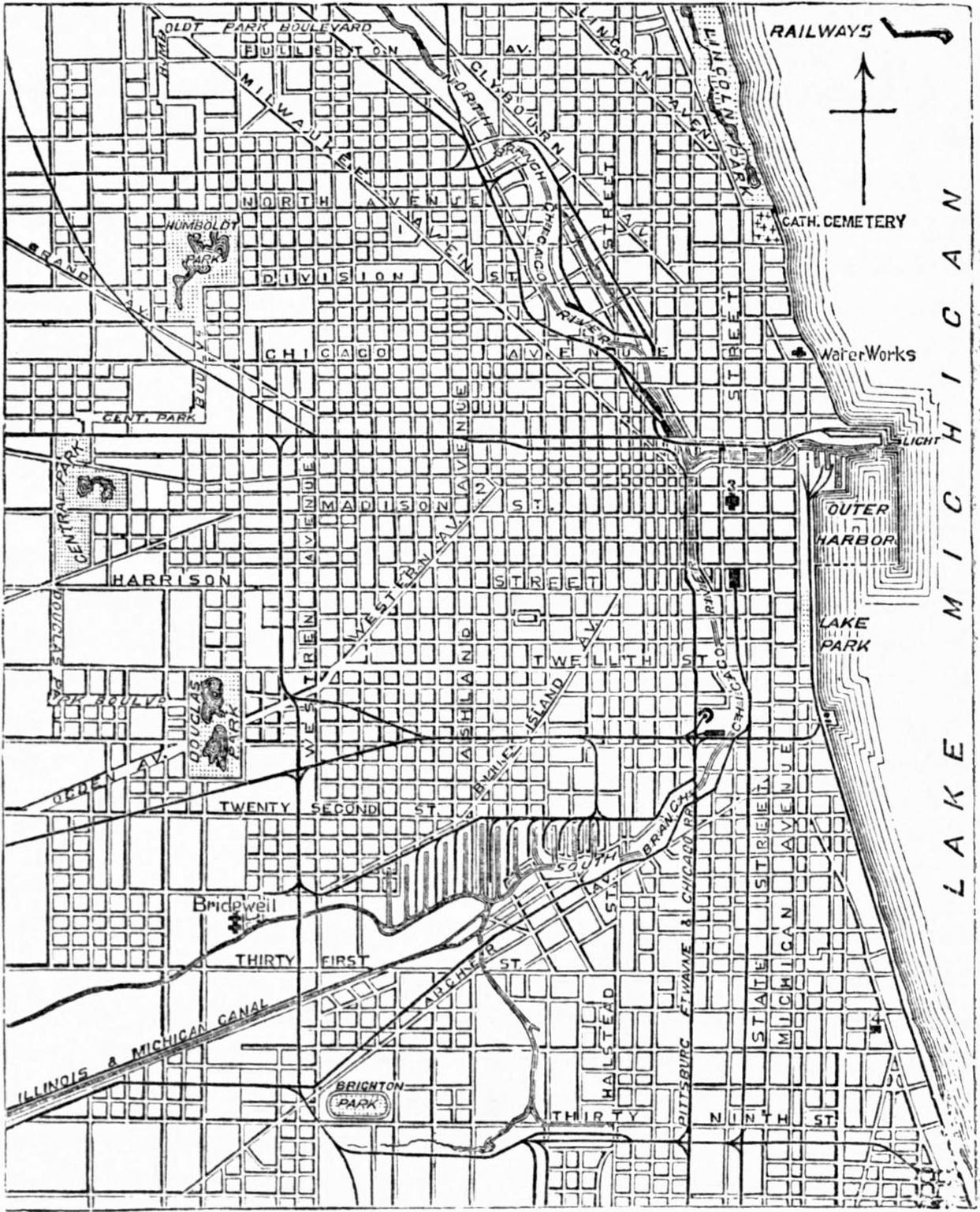
Chicago (1878).
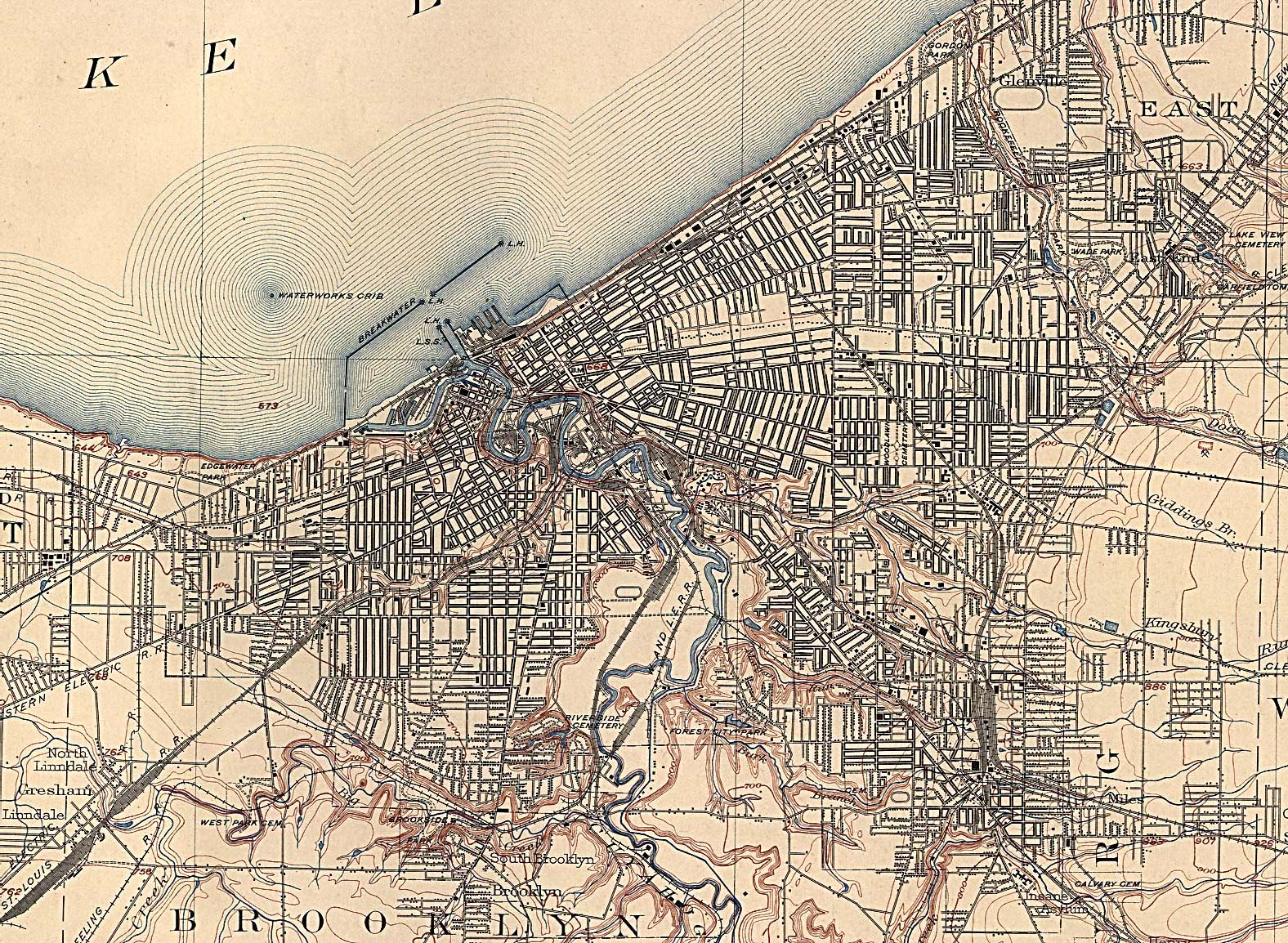
Cleveland (1904)

### Organisation et description des quartiers

#### Quartiers d'affaires

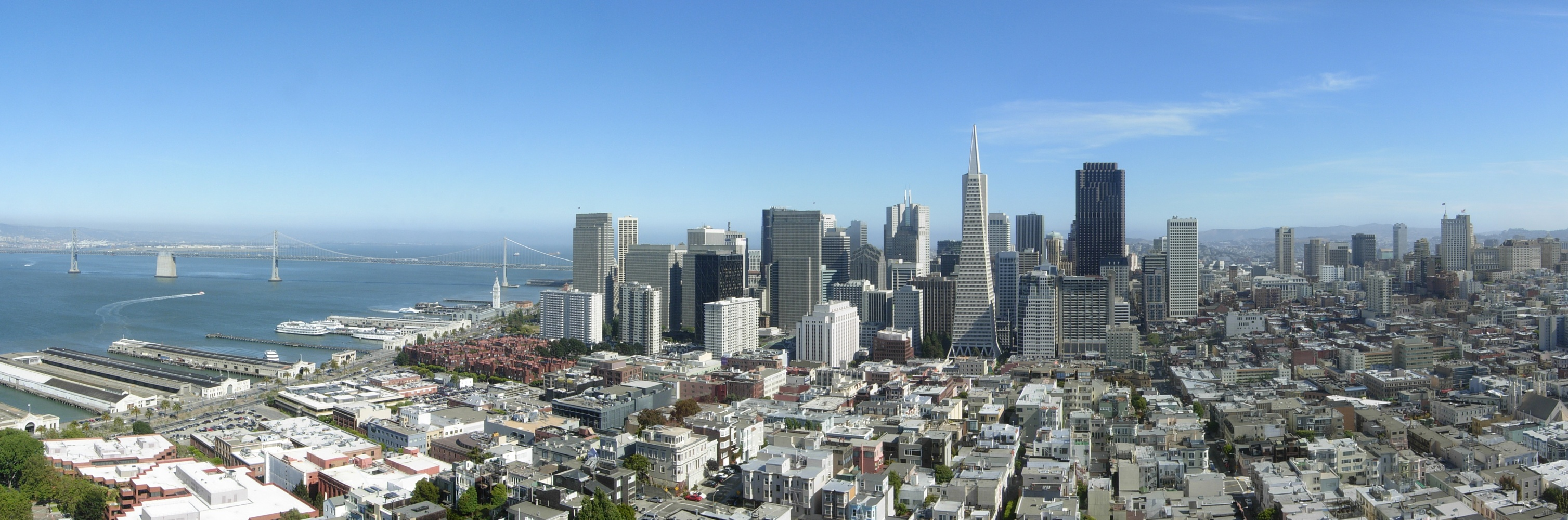
San Francisco : CBD au fond et quartiers intermédiaires au premier plan.

Les grandes villes américaines ont une structure et une organisation similaire, qui suit un modèle concentrique : au centre se trouve le quartier d'affaires (Central business district ou centre des affaires). Chaque quadrilatère formé par l'intersection des rues perpendiculaires constitue un bloc. La plupart des rues porte des numéros et une orientation (exemple : 33e rue nord). Cependant, de nombreuses rues reprennent des noms de type géographique ou historique (Columbus Street à San Francisco, Broadway à New York, etc.). Le centre des affaires est une concentration importante de gratte-ciel qui abritent des bureaux, des administrations, des hôtels, des magasins. À New York, il existe deux CBD à Downtown et Midtown. La nuit, le centre se vide avec la fermeture des bureaux.

#### Quartiers intermédiaires

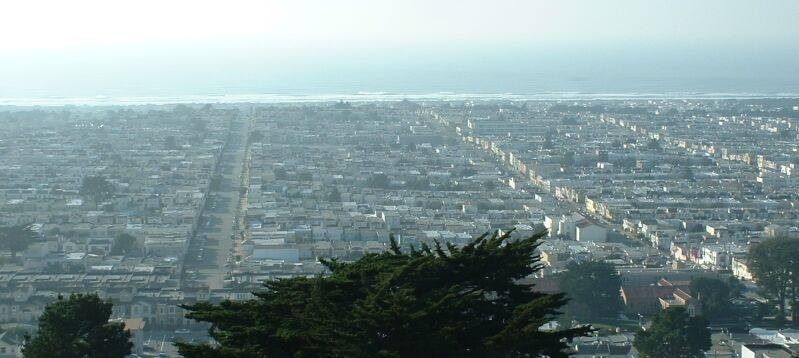
Outer Sunset District, quartier de San Francisco.

Ils se trouvent autour du centre des affaires et sont constitués d'immeubles relativement anciens et peu élevés, d'usines et d'entrepôts. On distingue plusieurs types :
- friches industrielles ;
- entrepôts transformés en loft et en galeries d'art ;
- quartiers difficiles et ghettos ;
- habitat.

#### Périphéries

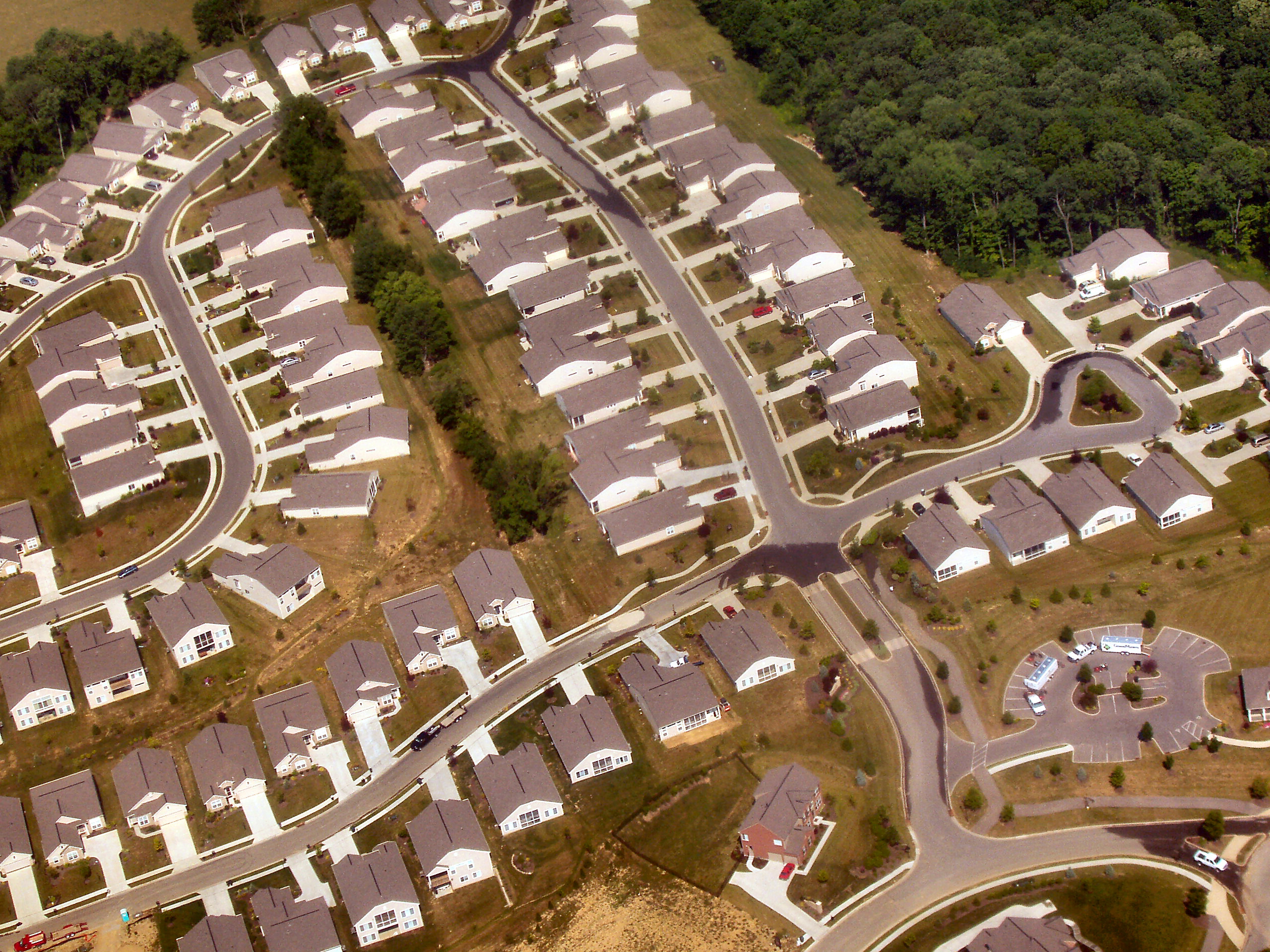
Banlieue pavillonnaire à Cincinnati.

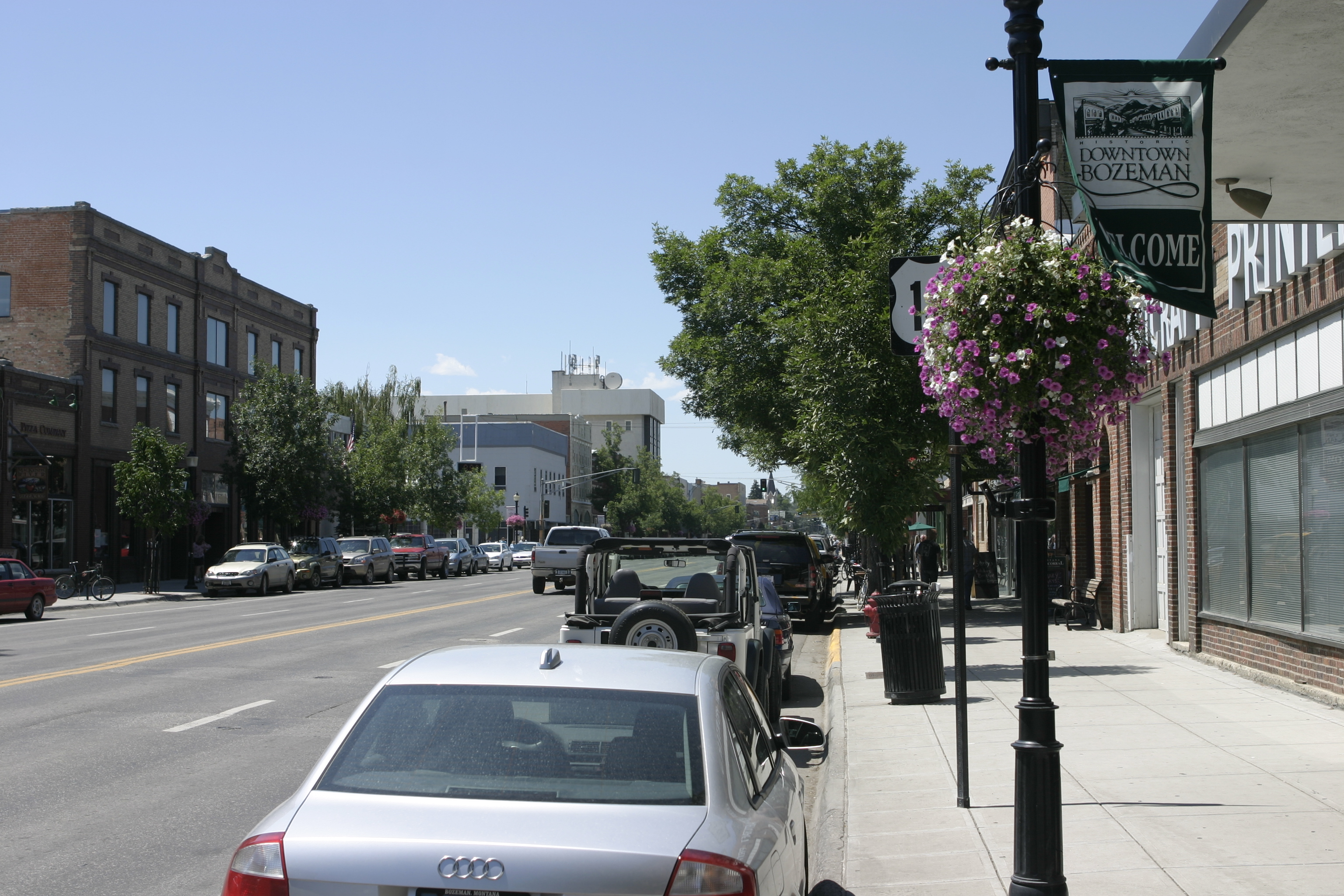
Centre-ville de Bozeman, au Montana, exemple de petite ville péri-urbaine.

- Description : les banlieues résidentielles (suburbs) s'étalent dans la périphérie et accueillent les classes moyennes. L'habitat est en général pavillonnaire et les densités plutôt faibles (exurbanisation). On y trouve également des services, des centres commerciaux, des bureaux, des industries de pointe et des parcs d'activités dans les edge city.
- Les causes de l'étalement urbain : les périphéries s'étendent au détriment de l'espace rural, grâce aux infrastructures autoroutières. Cette tendance s'explique par la croissance démographique que connaissent les États-Unis. Contrairement à l'Europe, la partie occidentale du pays offre des espaces peu peuplés qui garantissent des réserves d'espace à bas coût pour le développement urbain. Les entreprises s'établissent en périphérie pour bénéficier de loyers et de coûts fonciers moins élevés qu'en centre-ville.
- Les villes qui se sont le plus étendues entre 1970 et 1990 sont Houston, Atlanta, Phoenix et Washington D.C.[11].

Les villes de New York et Los Angeles échappent en partie à ce modèle, parce qu'elles comptent plusieurs centres des affaires (Midtown et Financial District à New York).

## Problématiques actuelles

### Mondialisation

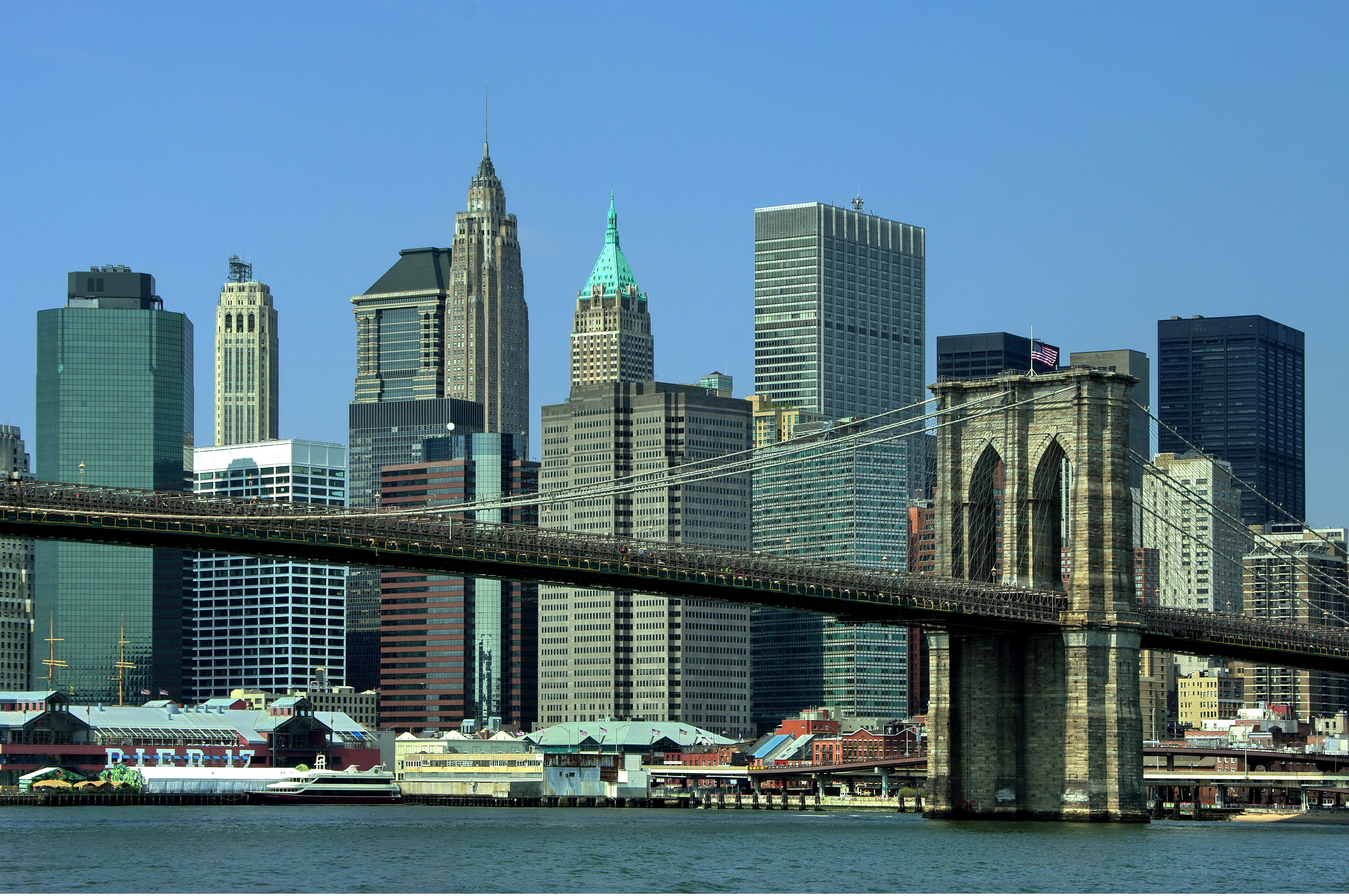
New York, 2e ville mondiale par son nombre d'habitants.

L'ALENA a provoqué la croissance des villes-jumelles à la frontière américano-mexicaine.
Une étude, faite par le Groupe d’études sur la globalisation et les villes mondiales de l'université de Loughborough (Royaume-Uni), a défini des critères pour classer les métropoles. En 2008, sur 129 villes au total, 17 villes américaines sont considérées comme mondiales, on compte : 
- une ville alpha ++ : New York ;
- une ville alpha + : Chicago ;
- quatre villes beta + : Los Angeles, Atlanta, Washington, D.C., San Francisco ;
- trois villes beta : Boston, Dallas, Miami  ;
- une ville beta - : Houston ;
- trois villes gamma + : Denver, Minneapolis, Seattle ;
- trois villes gamma : Philadelphie, Détroit, Portland ;
- une ville gamma - : San Diego.

### Crise urbaine incertaine

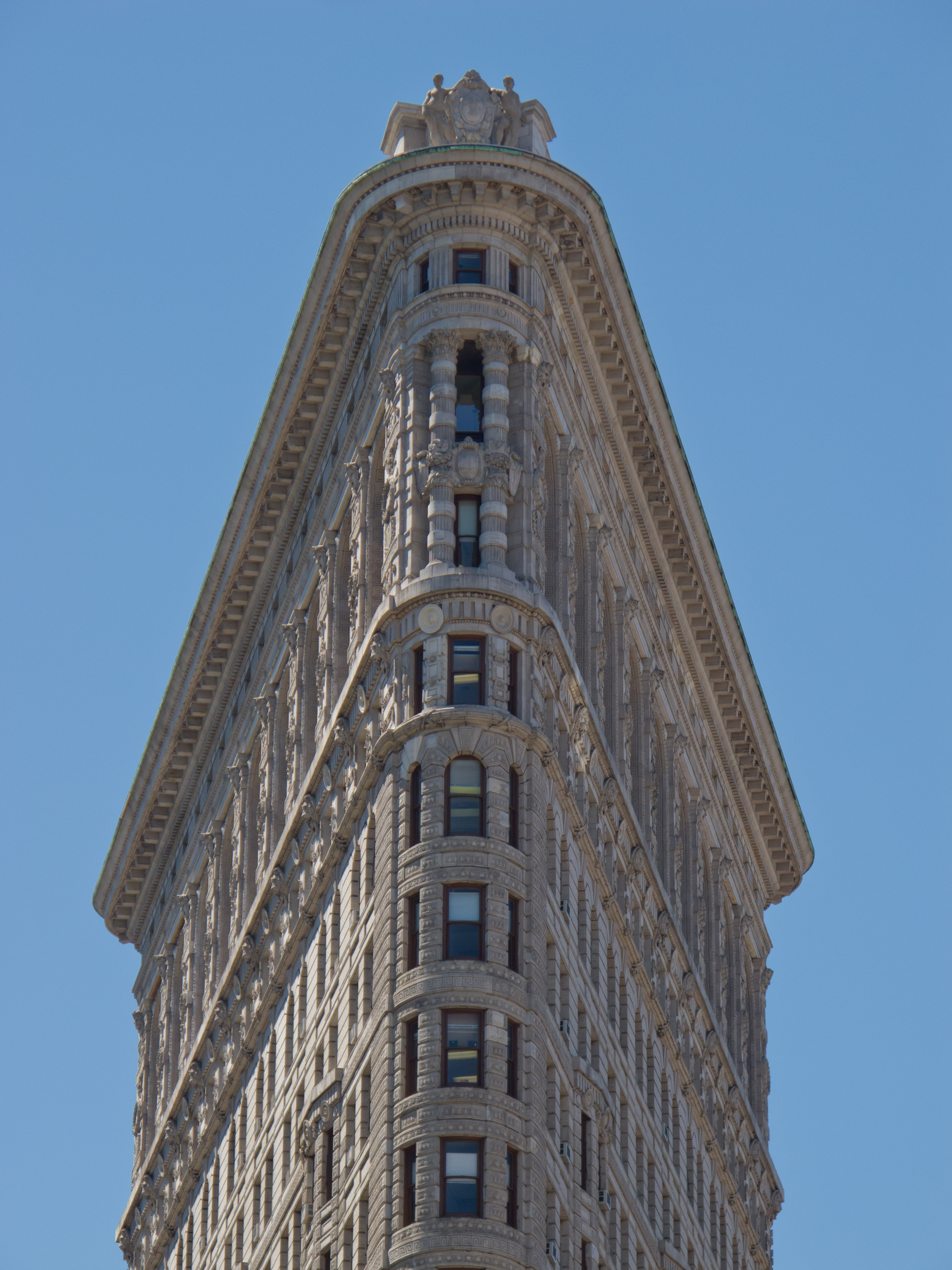
Le Flatiron Building à New York.

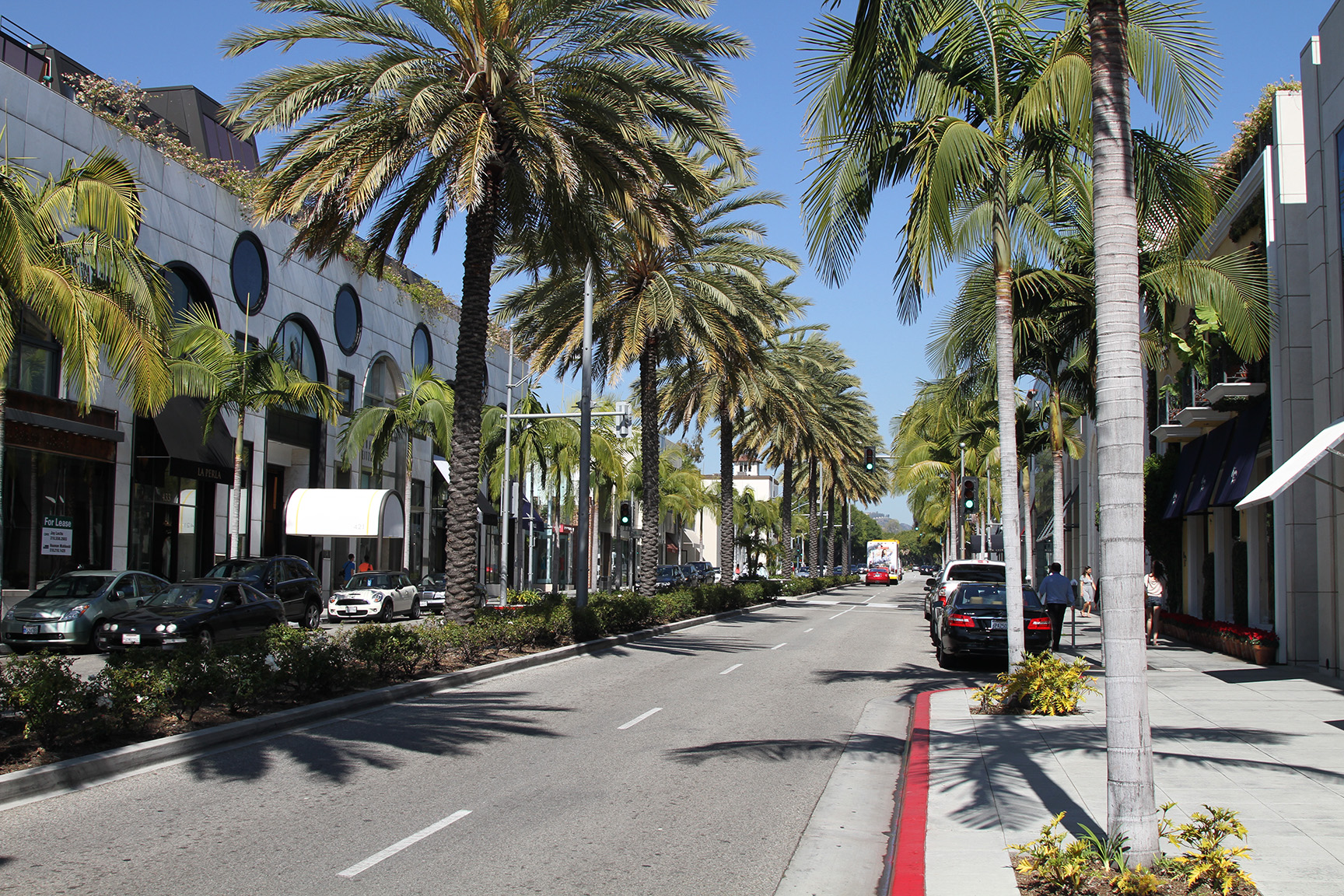
Rodeo Drive à Beverly Hills (Californie).

Dans la culture américaine, la ville est depuis longtemps considérée comme un lieu où se concentrent tous les maux de la société. Inspiré par les idées de Rousseau, Thomas Jefferson rêvait d'une société de petits propriétaires terriens libres et égaux. Au XIXe siècle, le courant transcendantaliste, emmené par Ralph Waldo Emerson, Henry David Thoreau ou Nathaniel Hawthorne, exalte la nature.
Les villes américaines ont dû faire face à de nombreux défis : 
- la dégradation des équipements urbains, surtout dans les villes de la Rust Belt, touchées par la désindustrialisation ;
- l'insuffisance des équipements dans les villes en forte croissance de la Sun Belt ;
- la crise financière provoquée par la hausse des dépenses (budgets sociaux, salaires des fonctionnaires municipaux) et le manque de financements ;
- la crise des centres-villes qui ont vu la croissance de la criminalité et la paupérisation, la migration des commerces en banlieue.

Plusieurs villes ont cependant expérimenté des remèdes partiels, notamment à New York, la criminalité et la délinquance ont diminué depuis le début des années 1990. On l'explique par :
- la baisse du chômage ;
- la réhabilitation urbaine des quartiers du nord de Manhattan, par exemple de Harlem (gentrification) ;
- l'intégration des minorités ethniques dans les forces de l'ordre ;
- un travail concerté des diverses institutions municipales, en particulier des écoles.

### Revitalisation des centres

Le centre-ville de Los Angeles.

Depuis les années 1980-1990, les municipalités, aidées par des investissements privés, tentent de revitaliser les centres-villes américains. Les moyens de cette politique sont nombreux : certains secteurs sont réhabilités et rénovés (New York). Les fronts de mer (ou de lac) sont reconvertis en zones touristiques (avec des musées, des aquariums, des boutiques) et de loisirs à Boston, San Francisco, Chicago. Les villes de l'ouest se sont engagées dans le développement de nouvelles infrastructures culturelles en vue de rendre les centres plus attractifs : ce sont les art districts ; à Los Angeles, cette politique passe par la restauration des vieux cinémas, la création de lofts et la construction du Walt Disney Concert Hall (2003), de la cathédrale Notre-Dame des anges (2002). Beaucoup d'Angelins choisissent de revenir vivre dans le centre où plus de 10 000 lotissements sont actuellement[Quand ?] en construction. La redensification urbaine et la création de nouveaux parcs vont donc changer le visage de la ville d'ici quelques années.
Les communautés de quartier prennent des initiatives en matière artistique et éducative. Elles sont à la base de la politique des art districts qui consiste à revitaliser les quartiers centraux ou difficiles par la culture. La culture est généralement le fait d'institutions « privées » (avec des fonds ne provenant pas de budget public et qui ne sont pas dirigées par des fonctionnaires) mais ayant un statut d'organisation à but non lucratif et des missions d'intérêt général. Les institutions culturelles telles que les musées, les théâtres, les orchestres symphoniques, les bibliothèques sont capables d'échapper aux contraintes du marché. Les communautés sont des lieux privilégiés de création des subcultures indépendantes ; elles s'organisent dans les Community Development Corporations créées sous Jimmy Carter et qui reçoivent des aides (notamment des fondations) et bénéficient d'exonérations fiscales. Par leurs programmes culturels et éducatifs, leurs chorales, les Églises animent les quartiers difficiles. On estime que 2,5 millions de personnes sont sorties des ghettos entre 1990 et 2000, en partie grâce aux communautés de quartiers. 

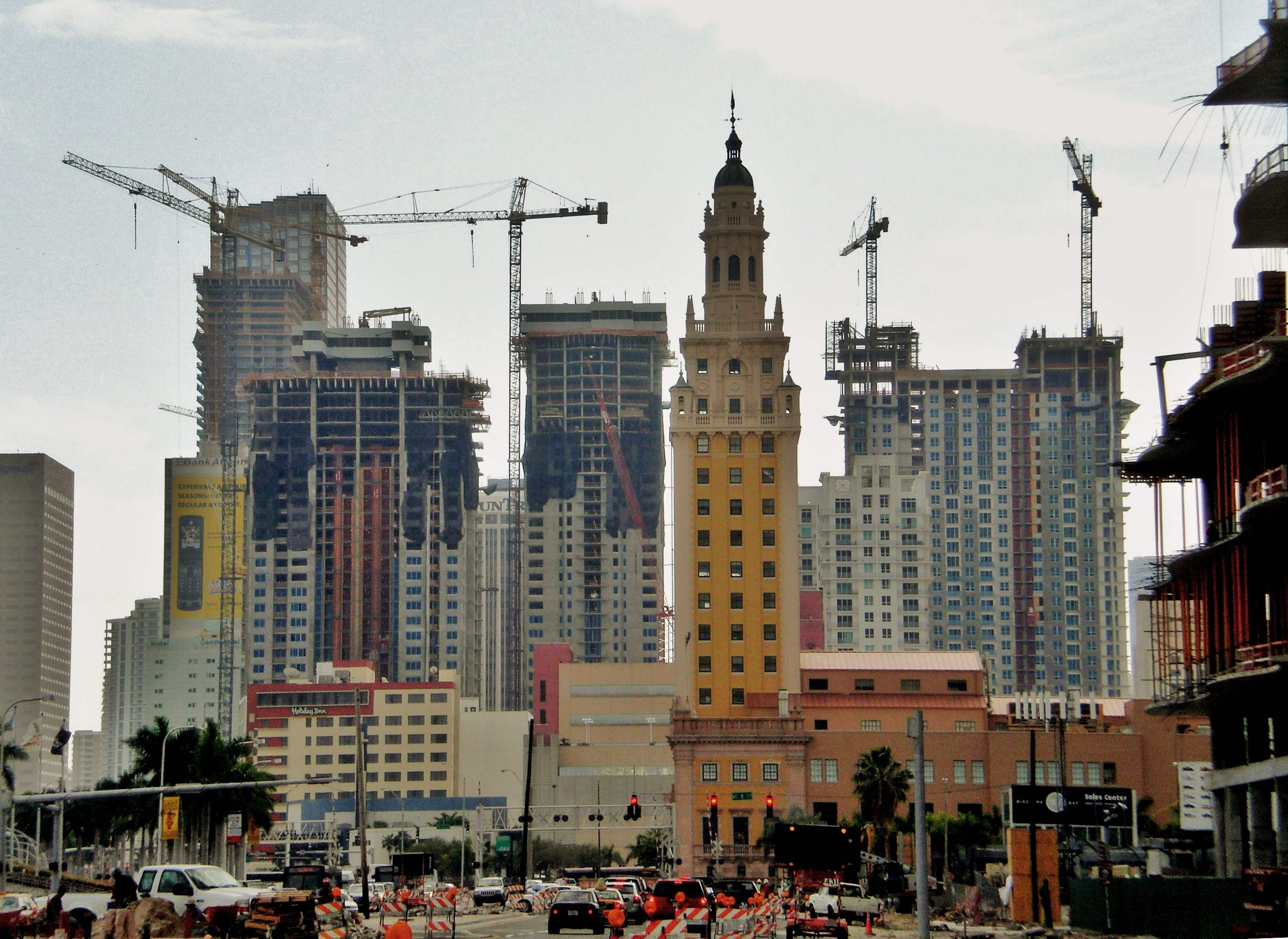
Miami en février 2007.

Ces réalisations sont confiées à des architectes prestigieux afin de leur donner une renommée internationale : Richard Meier (Broad Arts Center de l'UCLA), Renzo Piano (Los Angeles County Museum of Art), Cesar Pelli (Pacific Design Center), Jacques Herzog et Pierre de Meuron (Musée De Young de San Francisco)... La rénovation des quartiers centraux entraîne un phénomène de gentrification qui se manifeste par une augmentation du revenu moyen des habitants et une baisse de l'insécurité. 
Le dynamisme des centres-villes américains se manifeste aussi par la construction de nouveaux gratte-ciel à New York (World Trade Center) ou à Miami (Empire World Towers mesurant 312 mètres de haut), prévu pour 2015.

### Croissance urbaine

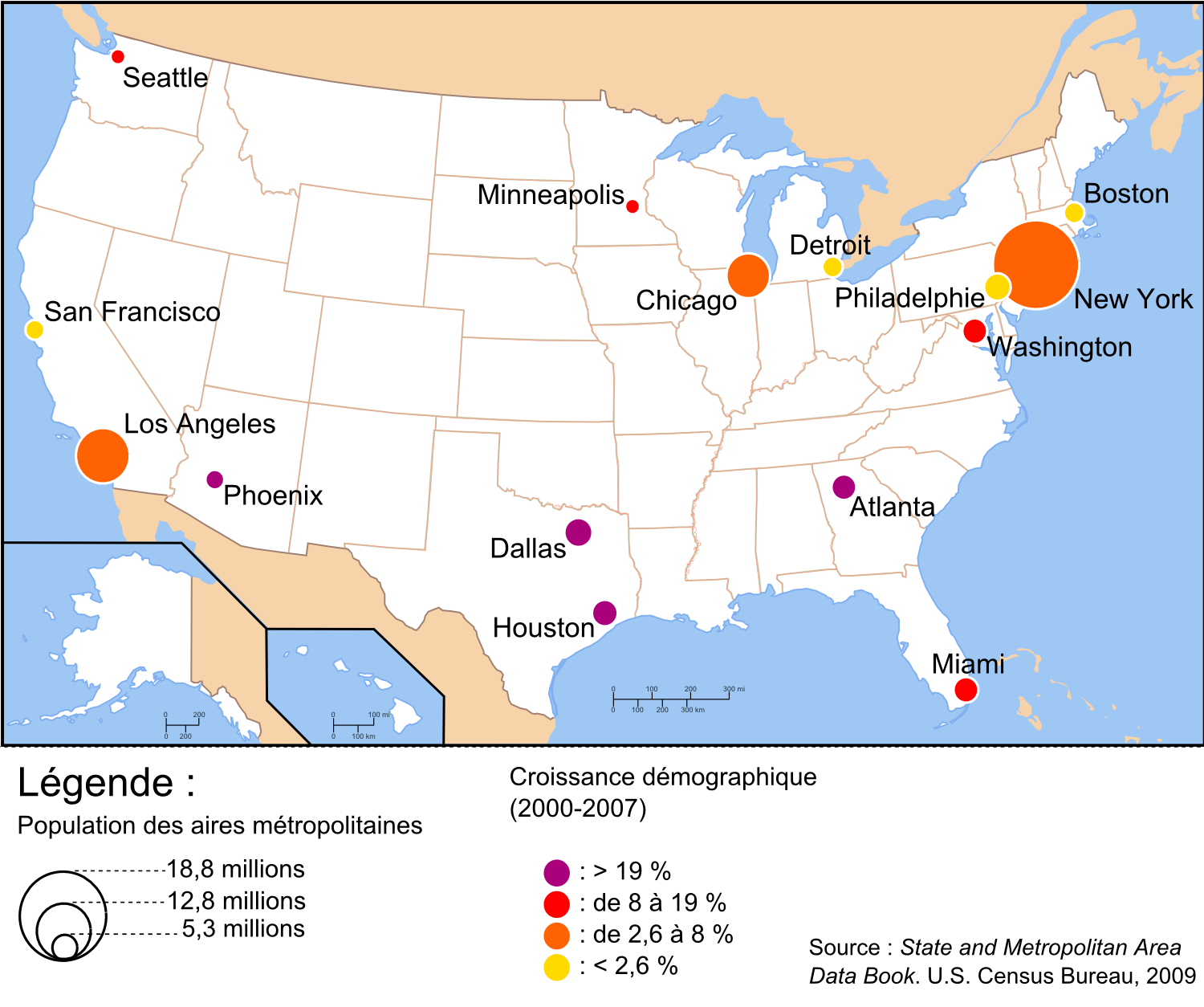
Croissance des principales aires urbaines.

Les aires métropolitaines de la Sun Belt se caractérisent par une forte augmentation de leur population : entre juillet 2006 et juillet 2007, la population de Dallas-Fort Worth a augmenté de 162 000 habitants, ce qui représente le record du pays. Elle est suivie dans le classement d'Atlanta (151 000), Phoenix (132 000), Houston, Riverside, Charlotte, Chicago, Austin, Las Vegas et San Antonio. Parmi ces agglomérations, seule Chicago ne se trouve pas dans le Sud des États-Unis, et quatre d'entre elles se situent au Texas (Dallas-Fort Worth, Houston, Austin et San Antonio). Les communes ayant connu la plus forte croissance en pourcentage entre juillet 2006 et juillet 2007 sont Palm Coast (Floride) (+7,2 %), St. George (Utah), Raleigh (Caroline du Nord), Gainesville (Géorgie) et Austin, qui sont toutes dans la Sun Belt. La Nouvelle-Orléans, qui avait perdu 290 000 habitants à la suite du cyclone Katrina, a regagné 40 000 habitants en 2006-2007. Les villes de la Sun Belt attirent par leur climat chaud, leur dynamisme économique et un coût du logement relativement abordable.
Tableau : croissance démographique de quelques villes
 Source : Bureau du recensement des États-Unis
|             |            | Variation (1990-2005) | Variation (1990-2005) | Variation (1990-2005) |
| Ville :     | État :     | Valeur absolue        | Pourcentage           |                       |
| ----------- | ---------- | --------------------- | --------------------- | --------------------- |
| Las Vegas   | Nevada     | + 286 852             | + 111 %               |                       |
|             |            |                       |                       |                       |
| Phoenix     | Arizona    | + 478 172             | + 48,6 %              |                       |
|             |            |                       |                       |                       |
| Tucson      | Arizona    | + 110 136             | + 27,1 %              |                       |
|             |            |                       |                       |                       |
| New York    | New York   | + 820 633             | + 11,2 %              |                       |
|             |            |                       |                       |                       |
| Los Angeles | Californie | + 359 431             | + 10,3 %              |                       |
|             |            |                       |                       |                       |
| Chicago     | Illinois   | + 58 792              | + 2,1 %               |                       |
|             |            |                       |                       |                       |
| Détroit     | Michigan   | - 141 303             | - 13,7 %              |                       |
|             |            |                       |                       |                       |

### Problèmes liés à l'étalement urbain (urban sprawl)

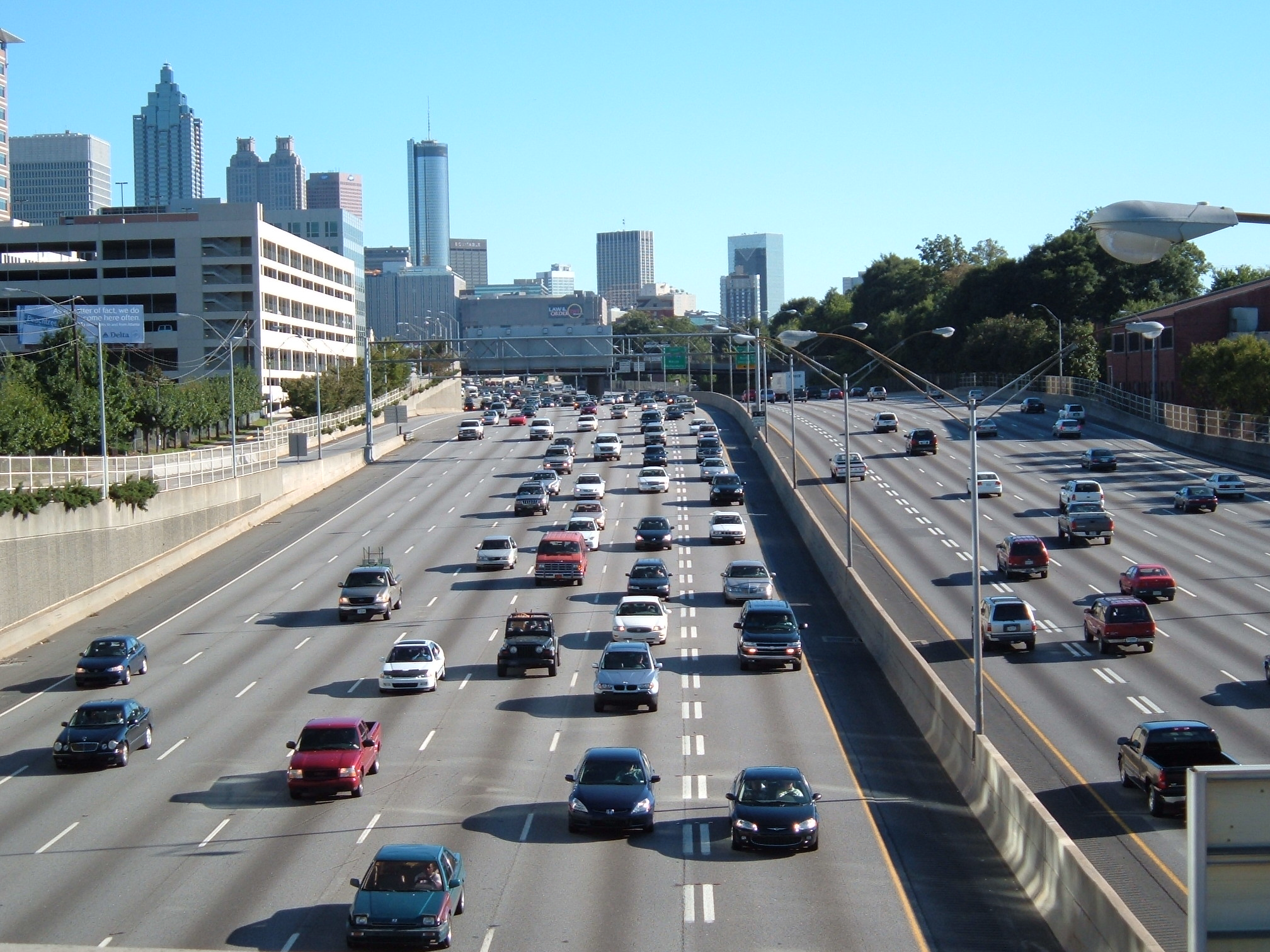
Une autoroute urbaine (Atlanta)

L'étalement urbain entraîne l'apparition de mégalopoles : celle du Nord-Est, le BosWash est clairement identifié. D'autres mégalopoles sont en voie de formation, en Californie ou dans la région des Grands Lacs. L'extension de l'espace urbain est rendu possible par l'utilisation de l'automobile, ce qui pose un certain nombre de problèmes :
- menace sur les milieux naturels ;
- disparition de l'espace rural ;
- pollution atmosphérique due aux rejets des automobiles ;
- saturation des autoroutes aux heures de pointe ;
- dévitalisation des villes-centres, qui sont cantonnées dans la fonction administrative et politique[1].

### Politiques environnementales

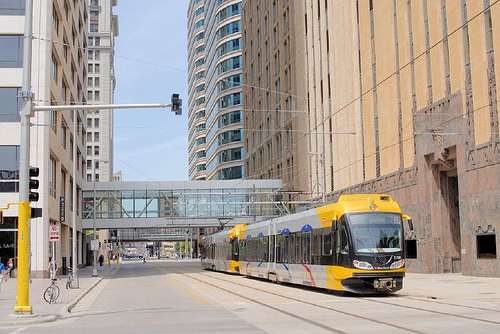
Le métro léger de Minneapolis.

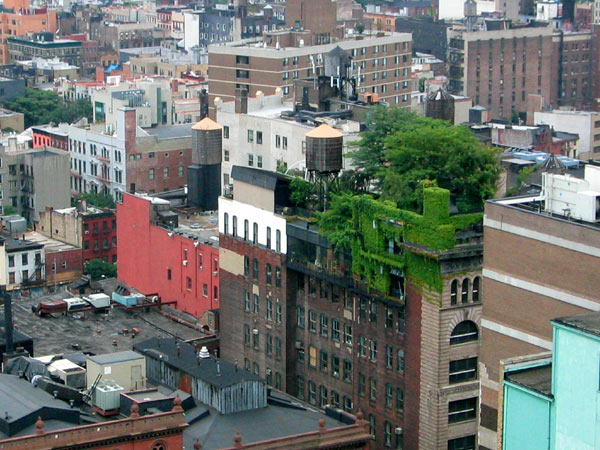
Toit vert de type « culture intensive » à Manhattan.

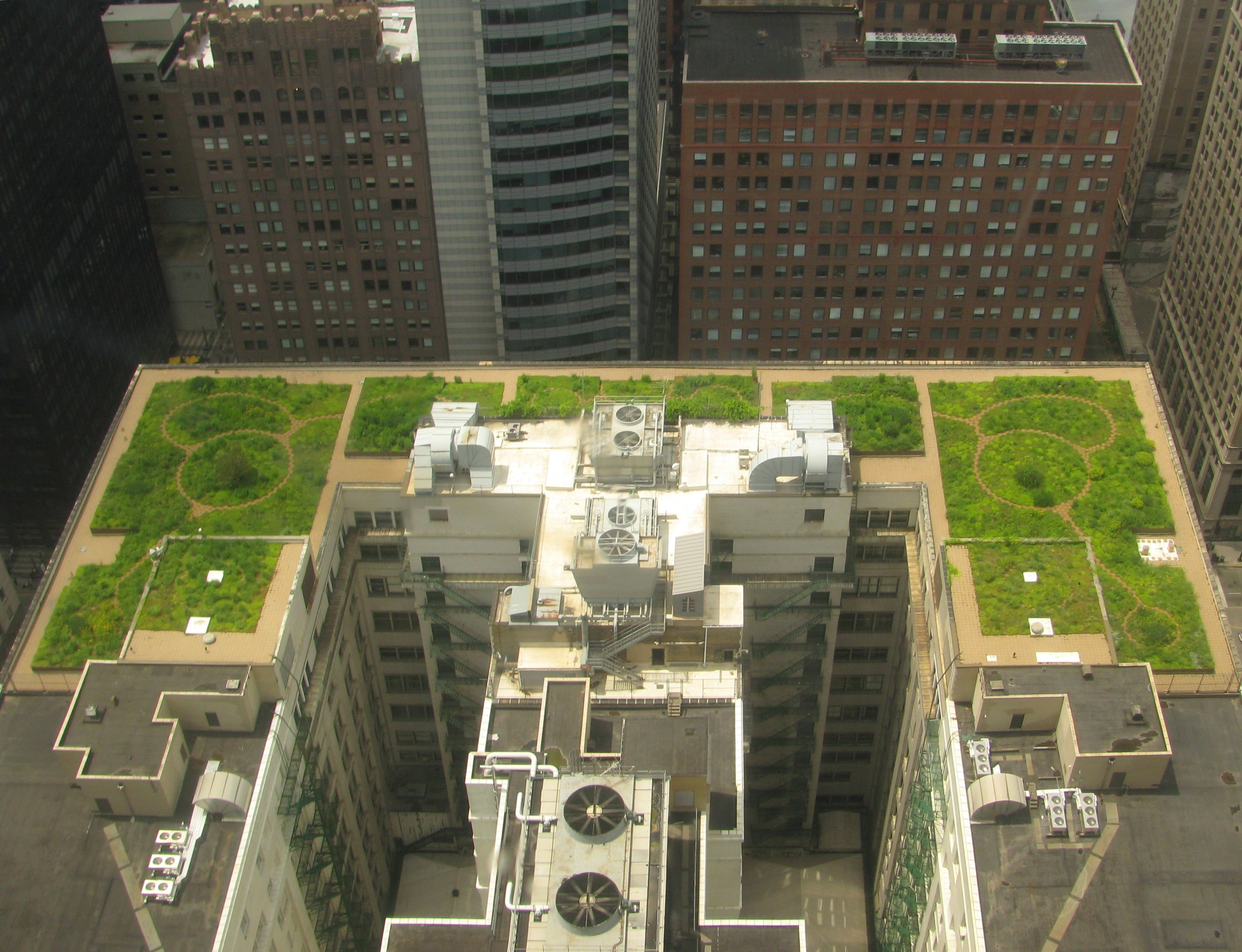
Depuis 2001, l'hôtel de ville de Chicago est doté d'un toit végétal.

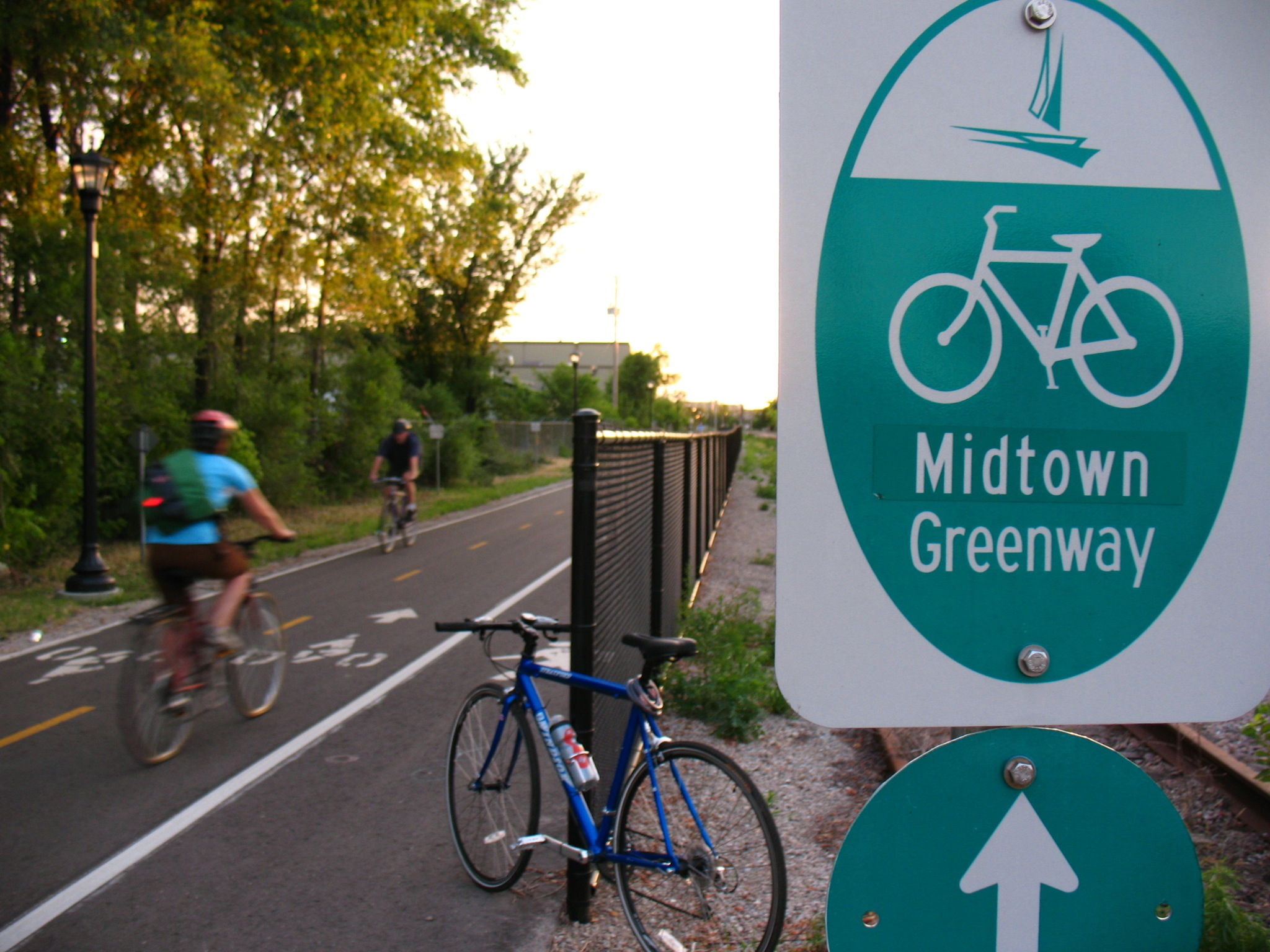
Piste cyclable à Minneapolis.

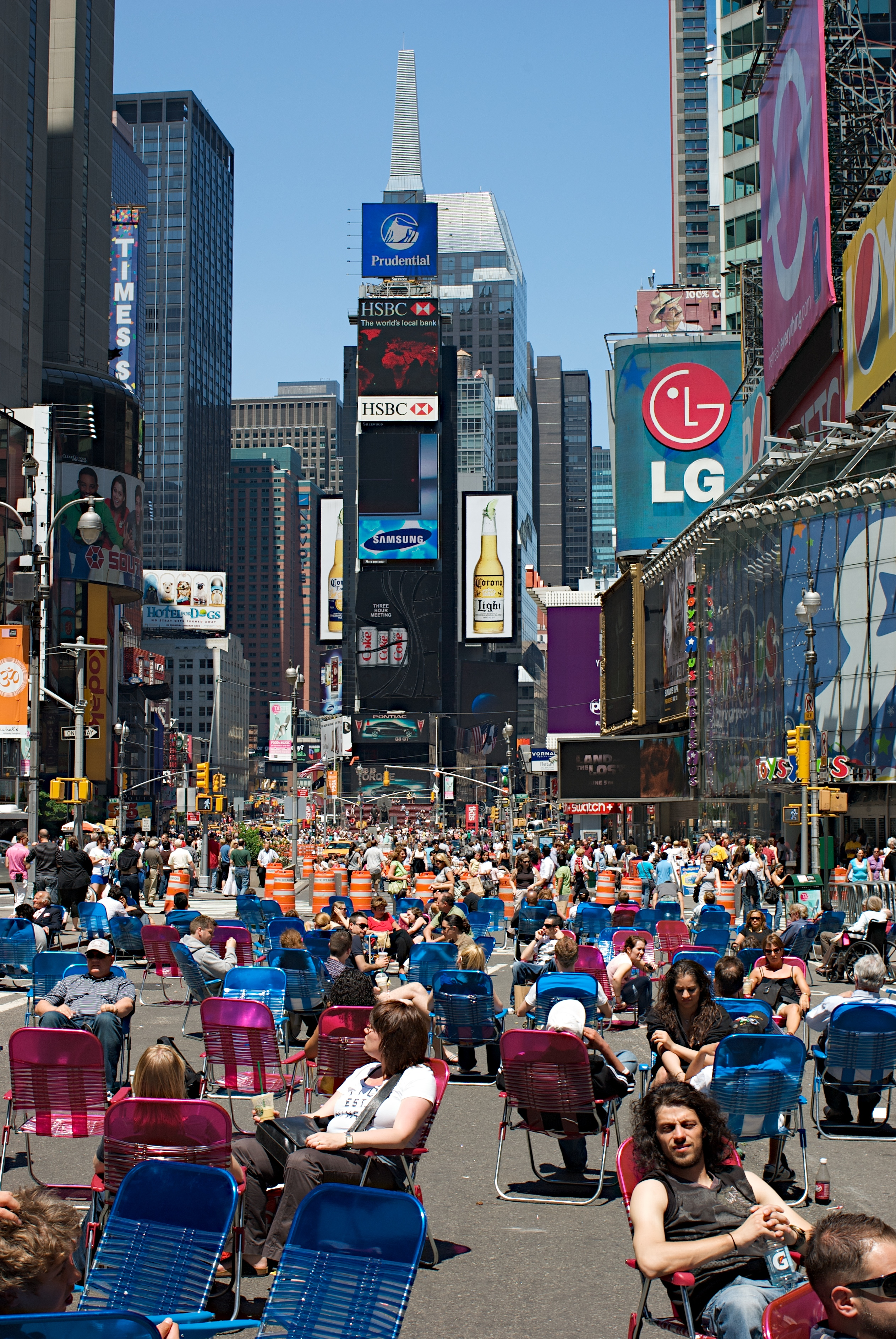
Times Square (New York) interdit à la circulation automobile (21 mai 2009).

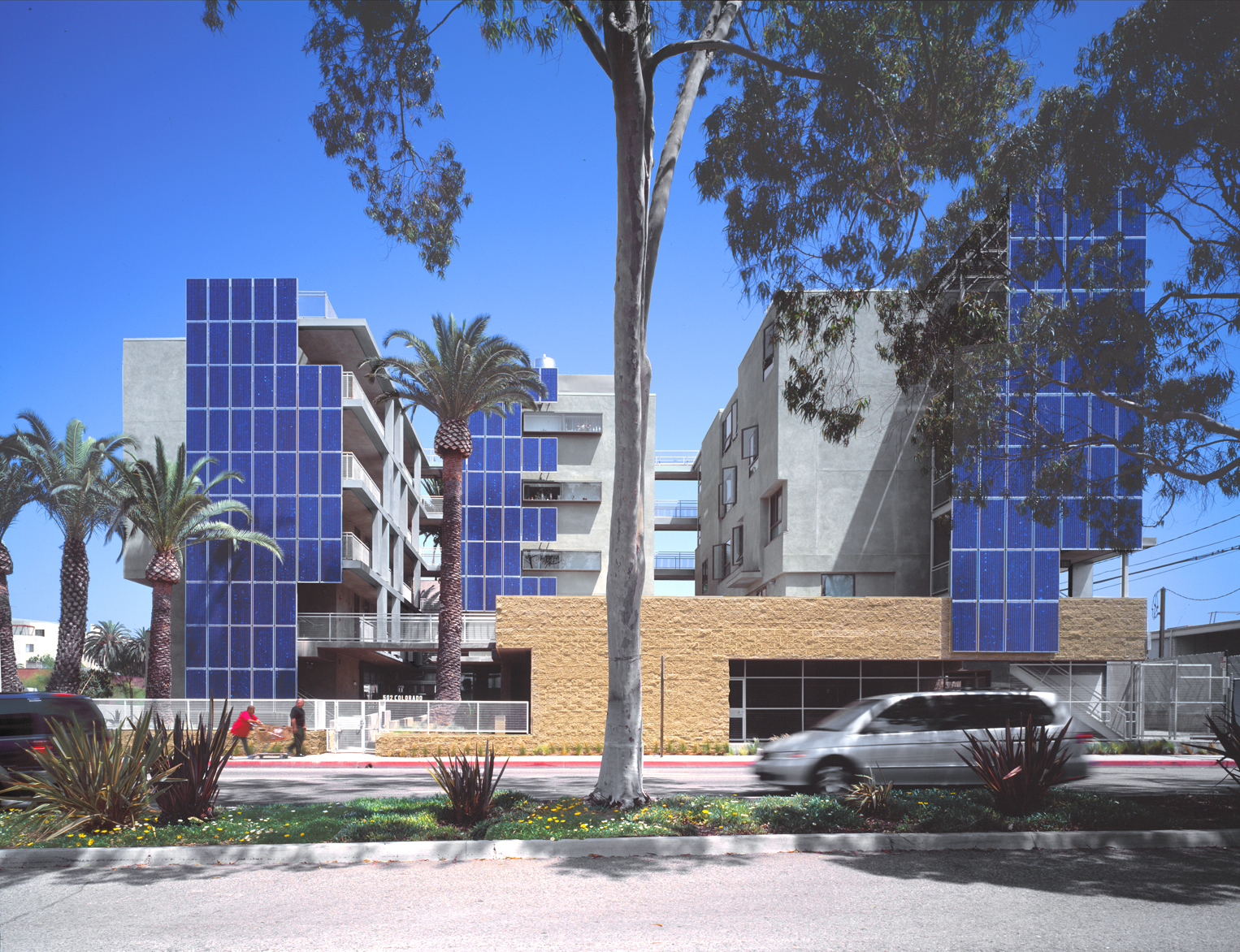
Immeuble respectant les normes LEED, Santa Monica (Californie).

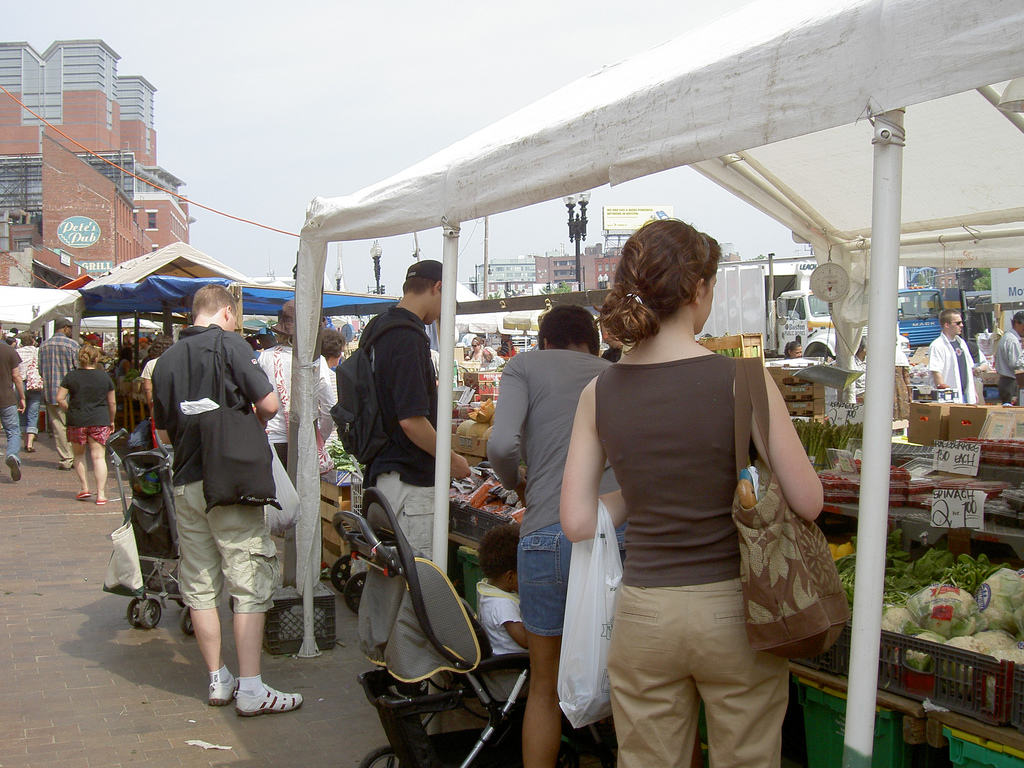
Marché à Cambridge (Massachusetts).

Les municipalités américaines sont de longue date des acteurs locaux de la politique environnementale. Ainsi, dans la deuxième moitié du XXe siècle, la cité industrielle de Pittsburgh exigeait des efforts de la part des usines pour réduire la pollution atmosphérique. 
Fondé en 2007, le Mayors Climate Protection Center (en) est une institution de la Conférence des maires des États-Unis à laquelle participent de nombreuses municipalités américaines. Il a pour but d’encourager le développement durable dans les villes du pays. L’U.S. Mayors Climate Protection Agreement (« accord des maires des États-Unis sur la protection du climat »), lancé à l’initiative du maire de Seattle, est un accord qui vise à atteindre ou à dépasser les objectifs de réduction de gaz à effet de serre fixé par le protocole de Kyoto. Ils étaient 136 signataires en juin 2005 et 294 en 2006, représentant 49,2 millions d'habitants et 44 États (sur 50). En 2009, plus de 850 maires américains avaient signé l’accord, parmi lesquels figurent les maires de New York, Los Angeles, Chicago, Dallas, Philadelphie, Atlanta, Boston, Détroit, Denver, Washington, Miami, Los Angeles, San Francisco, qui sont les villes les plus peuplées du pays. Il existe en outre des cadres régionaux d’action pour le développement durable comme Green Cities California qui regroupe neuf villes de Californie.
Les grandes villes américaines possèdent une commission chargée de l’environnement (Department of Environmental Protection et Natural Resources Defense Council à New York, The Environmental Affairs Department à Los Angeles, Department of Environment à Chicago ou San Francisco, Office of Sustainability and Environment à Seattle) qui collabore avec les autres institutions municipales et les associations environnementales locales. Chaque municipalité porte ses efforts pour résoudre des problématiques particulières : replanter des arbres à Seattle ; réduire les déperditions de chaleur des immeubles à New York ; lutter contre les gaspillages en eau, les incendies et la pollution atmosphérique à Los Angeles.
Les villes de l’Ouest sont particulièrement réputées pour leurs efforts dans la protection de l’environnement car elles sont confrontées au réchauffement climatique et à la dégradation des ressources naturelles. Ainsi, Portland (Oregon) est la ville la plus verte du pays. Cependant, de plus en plus de municipalités en dehors de cette région s’engagent dans cette voie : c’est le cas des anciennes cités industrielles en reconversion telles que Pittsburgh ou des villes du nord comme Minneapolis.

#### Boulder, ville modèle
La ville de Boulder (100 000 habitants) dans le Colorado est la première du monde à appliquer depuis 2007, une taxe carbone locale. Elle est entourée de 21 500 hectares d’espaces protégés parcourus par 480 kilomètres de pistes cyclables et d’allées vertes. Les scientifiques du Centre national pour la recherche atmosphérique, situé au sud de la ville, ont obtenu avec Al Gore le prix Nobel de la paix pour leur travail au sein du GIEC. Depuis avril 2007, la municipalité de Boulder impose une taxe sur l’électricité provenant des centrales au charbon ; un tiers des déchets urbains sont recyclés. Depuis le 8 septembre 2009, la ville est la première du monde à être entièrement équipée de smart grids. En 1976, Boulder est le lieu de naissance de l'association Eco-cycle pour le tri des déchets.

#### Nouvel urbanisme
De plus en plus de municipalités américaines adoptent les règles du New Urbanism : retour à un habitat dense favorables aux piétons. À Flint (Michigan), les maisons abandonnées à cause de la crise des subprimes ont été rasées. Pittsburgh, l'ancienne cité de la sidérurgie, s'est reconvertie dans les services et multiplie les murs végétaux, les potagers sur les toits. Plusieurs cités américaines organisent des Green Business Conferences. La ville de Phoenix s’est donné pour objectif d'atteindre la neutralité carbone.

#### Politique des transports
Dans le cadre de l’U.S. Mayors Climate Protection Agreement, de nombreuses municipalités se sont fixé des objectifs chiffrés de réduction d’émission de GES. Pour cela, de nouvelles politiques des transports sont mises en place. Il s’agit de développer les véhicules électriques, les pistes cyclables et les transports en commun.
À New York, la loi impose l’aménagement de parcs à vélo dans les parcs de stationnement de la ville. Au printemps 2007, le maire Michael Bloomberg a promis une réduction de 30 % des émissions de dioxyde de carbone d'ici à 2030 dans sa ville. Il a décidé de mettre en œuvre une politique de rénovation énergétique des gratte-ciel, de plantation d'un million d'arbres et d'instauration d'un péage pour les véhicules pénétrant dans Manhattan. Los Angeles possède déjà 215 km de pistes cyclables et 122 km de bandes cyclables. À Minneapolis, l'utilisation du vélo comme mode de transport a été largement incitée par la construction d'un réseau dense de pistes cyclables et pour l'avenir, la mairie teste un nouveau système de bus fonctionnant à l'énergie hybride. Le réseau de pistes cyclables est constitué de 55 km de routes équipées de pistes et de 90 km de voies uniquement cyclables. Minneapolis est l'une des villes américaines ayant le plus fort taux d'habitants utilisant le vélo (2,63 % de la population). Chaque jour, c'est en moyenne près de 10 000 personnes qui se déplacent à vélo dans la ville. 
7 % des habitants de Washington DC pratiquent le covoiturage ; plus de la moitié prennent les transports en commun pour aller travailler et 12,5 % vont travailler à pieds. Depuis juin 2008, les habitants de Washington peuvent utiliser des vélos en libre service (les Smartbikes de Clear Channel Outdoor),. D'après le Bureau du Recensement des États-Unis, 623 000 Américains utilisent un vélo pour aller travailler en 2008, soit une augmentation de 33 % par rapport à 2004,.
Dans le Midwest, la ville de Minneapolis a réalisé d'importants efforts en matière d'environnement, sous l'impulsion de son maire R.T. Rybak : elle est l'une des premières villes des États-Unis à réduire ses émissions de gaz à effet de serre en dessous des seuils prescrits par le protocole de Kyoto. Petit à petit, les feux de signalisation sont dotés de lumières LED et la ville a accru son utilisation de papier recyclé de 95 % en quatre ans, ce qui représente aujourd'hui environ 30 % de l'ensemble du papier utilisé. En dehors de l'agglomération, trois centrales électriques qui fonctionnaient autrefois au charbon ont été converties en centrale à gaz naturel. 
Par leur politique environnementale (énergies renouvelables, remplacement des bus et camions polluants, en utilisant des sources de lumières plus économiques), 70 villes américaines ont fait baisser de plus de 23 millions tonnes les émissions de dioxyde de carbone en 2004.

#### Écoconstructions
Les municipalités américaines consacrent une part de plus en plus élevée de leur budget aux écoconstructions (green buildings). Il s’agit d’élaborer des plans de rénovation ou de construction de bâtiments aux normes du LEED : à New York la Local Law 86/2005 met en œuvre cette politique. À Los Angeles, des mesures fiscales encouragent les entreprises et les particuliers à installer des panneaux solaires qui, depuis 1999, représentent une capacité totale de 16 mégawatts. 10 % de l’énergie consommée dans la ville est déjà d’origine renouvelable : l’objectif de la cité des anges est d’atteindre 40 % en 2020. Minneapolis compte huit bâtiments dotés de l'energy Star, label fourni par l'EPA aux édifices respectant certaines normes environnementales.
Chicago est surnommée « Green Roofs City » : les toitures végétales représentent une superficie totale de plus de 418 000 m². Le maire Richard M. Daley a fait de sa ville la première d'Amérique du Nord en matière de « toits verts » grâce à des incitations fiscales qui ont été mises en place depuis le début des années 2000. Les toitures vertes se développent également dans l'agglomération et l'État de New York qui subventionne ces projets.

#### Plantations d’arbres, développement des parcs et jardins
Dans les villes américaines, les jardins communautaires se multiplient : on en comptait 70 en 2007 à Seattle). À Los Angeles, le programme « Trees for a Green LA » encourage les habitants à planter des arbres pour réduire le smog et améliorer le cadre de vie. Le maire démocrate Antonio Villaraigosa a annoncé qu'il fera planter un million d'arbres dans sa ville et qu'il encouragera les carburants « propres » avant la fin de son mandat. Depuis 1989, 500 000 arbres ont été plantés à Chicago.

#### Gestion des ressources en eau
Il s’agit d’une problématique commune à toutes les municipalités américaines, mais qui se pose avec plus d’acuité dans les villes de l’Ouest. Les autorités de Los Angeles font la chasse aux usages prohibés et lancent des campagnes de sensibilisation pour économiser d’eau. Pour faire face à la pénurie d'eau et à la sécheresse, la municipalité de Las Vegas (Nevada) encourage l'abandon des pelouses par les habitants au profit de jardins plantés de cactus. Elle lutte contre le gaspillage de l’eau : les particuliers négligents risquent une amende pouvant aller jusqu’à 5 000 dollars (3 200 euros) pour les fuites d’eau.

#### Gestion des déchets et tri sélectif
Les villes de l’ouest possèdent les plus forts taux de recyclage des États-Unis : par exemple, il est de 65 % à Los Angeles. La municipalité de San Francisco a interdit les sacs plastiques ; 69 % des déchets y sont recyclés,. Portland (Oregon) est la plus en pointe du monde dans le recyclage des déchets.

#### Efficacité énergétique
En février 2009, le maire de Los Angeles a annoncé que la municipalité remplacera 140 000 ampoules des lampadaires et feux de signalisation par des diodes électroluminescentes. Le secrétaire à l'Énergie Steven Chu a annoncé son intention de développer les Smart Grids (réseau de distribution d'électricité). Austin (Texas) et Boulder (Colorado) ont déjà mis en place ces réseaux intelligents.

## Réseaux urbains
L'urbanisation du pays n'échappe pas à la littoralisation.
Les trois principales métropoles sont New York, Los Angeles et Chicago.
Trois types de réseaux urbains : 
- un réseau hiérarchisé et complet : Nord-Est, Midwest, Sud-Est atlantique, Californie ;
- un réseau incomplet et sans hiérarchie : Centre Ouest, Nord-Ouest, Texas ;
- des régions peu urbanisées, avec un seul centre ou sans grande ville : Rocheuses, Montana, Alaska.

#### Vocabulaire et concepts
- Art district
- Barrio
- Bloc
- Edge city
- Gated community
- Ghetto
- Mall
- Quartier d'affaires
- Skyline
- Suburb